# Eric Clapton
Eric Patrick Clapton, CBE (sinh ngày 30 tháng 3 năm 1945) là một nam nghệ sĩ guitar, ca sĩ và nhạc sĩ người Anh. Ông là người duy nhất ba lần được vinh danh tại Đại sảnh Danh vọng Rock and Roll: một lần với tư cách nghệ sĩ solo, hai lần với tư cách thành viên của The Yardbirds và Cream. Clapton được coi là một trong những nghệ sĩ guitar quan trọng và có ảnh hưởng nhất mọi thời đại. Clapton đứng thứ hai trong danh sách "100 nghệ sĩ guitar vĩ đại nhất mọi thời đại" của Rolling Stone và thứ tư trong danh sách "50 nghệ sĩ guitar xuất sắc nhất mọi thời đại" của Gibson. Ông cũng đứng thứ 5 trong danh sách "10 tay guitar điện xuất sắc nhất" của tạp chí Time năm 2009.
Sau khi chơi trong một số ban nhạc địa phương khác nhau, Clapton gia nhập The Yardbirds vào năm 1963, thay thế tay guitar sáng lập nhóm Top Topham. Không hài lòng với sự thay đổi trong âm nhạc của The Yardbirds từ blues rock sang pop rock thân thiện với radio hơn, Clapton rời ban nhạc vào năm 1965 để chơi cho John Mayall & the Bluesbreakers, người mà ông đã hợp tác trong một album. Sau khi rời Mayall vào năm 1966, ông thành lập bộ ba Cream với tay trống Ginger Baker và tay bass Jack Bruce, tại đây Clapton chơi các bản ngẫu hứng blues bền vững và tạo ra "thứ nhạc pop psychedelic nghệ thuật trên nền nhạc blues". Sau khi Cream tan rã, ông thành lập ban nhạc rock blues Blind Faith cùng với Baker, Steve Winwood và Ric Grech, thu âm một album và thực hiện một chuyến lưu diễn trước khi họ tan rã, Clapton bắt đầu sự nghiệp solo vào năm 1970.
Bên cạnh sự nghiệp solo, ông cũng đã biểu diễn với Delaney & Bonnie và Derek and the Dominos, người mà giúp ông thu âm "Layla", một trong những bài hát tiêu biểu của ông. Clapton tiếp tục thu âm một số album và bài hát solo thành công trong nhiều thập kỷ tiếp theo, bao gồm bản cover "I Shot the Sheriff" của Bob Marley năm 1974 (đã giúp reggae tiếp cận thị trường âm nhạc đại chúng), album Slowhand đậm chất đồng quê (1977) và album pop rock August (1986). Sau cái chết của cậu con trai Conor vào năm 1991, nỗi đau của Clapton được thể hiện qua bài hát "Tears in Heaven", nằm trong album Unplugged của ông, và vào năm 1996, ông có thêm một bản hit trong top 40 với "Change The World", và năm 1998 phát hành "My Father's Eyes" từng đoạt giải Grammy. Từ năm 1999, ông đã thu âm một số album nhạc rock blues và blues truyền thống và tổ chức Liên hoan Guitar Crossroad hằng năm. Album phòng thu gần đây nhất của ông là Happy Xmas (2018).
Clapton đã nhận được 18 giải Grammy cũng như giải Brit cho những đóng góp xuất sắc trong âm nhạc. Năm 2004, ông được nhận Huân chương Đế quốc Anh tại Cung điện Buckingham cho những cống hiến trong âm nhạc. Ông đã nhận được bốn giải thưởng Ivor Novello từ Học viện Nhạc sĩ, Nhà soạn nhạc và Tác giả Anh, bao gồm Giải thưởng Thành tựu Trọn đời. Trong suốt sự nghiệp solo của mình, Clapton đã bán được hơn 100 triệu đĩa trên toàn thế giới, giúp ông trở thành một trong những nhạc sĩ bán đĩa nhạc chạy nhất mọi thời đại. Năm 1998, Clapton, một người nghiện rượu và ma túy đang hồi phục, đã thành lập Crossroads Centre tại Antigua, một cơ sở y tế phục hồi cho những người lạm dụng chất kích thích.

## Những năm đầu tiên
Eric Patrick Clapton sinh tại Ripley, Surrey, Anh, là con trai của Patricia Molly Clapton (7 tháng 1 năm 1929 – tháng 3 năm 1999) và Edward Walter Fryer (21 tháng 3 năm 1920 – 15 tháng 5 năm 1985), một người lính từ Montreal, Quebec. Fryer rời cuộc chiến để có mặt trong lúc Eric ra đời, rồi sau đó quay trở lại Canada. Cậu bé lớn lên với bà ngoại Rose và người chồng thứ hai của bà, Jack Clapp. Patricia Clapton và em trai Adrian tin rằng mẹ của mình chỉ là một người chị gái lớn tuổi. Vì tên của họ khá giống nhau nên nhiều tin đồn cho rằng tên trên giấy sinh của Eric thực ra là Clapp (Reginald Cecil Clapton là tên người chồng đầu tiên của Rose, tức là ông ngoại theo huyết thống của Eric). Vài năm sau, Patricia cưới một người lính khác và đi tới Đức, để lại con trai cho ông bà nuôi nấng ở Surrey.
Clapton được tặng một chiếc guitar acoustic hiệu Hoyer vào ngày sinh nhật tuổi 13, song thứ nhạc cụ đắt tiền bằng thép này lại quá khó chơi nên cậu nhanh chóng mất sự quan tâm. Phải tới tận 2 năm sau, Eric mới cầm nó lại và tập luyện một cách chăm chỉ. Cậu sớm nghe nhạc blues và chơi thành thục nhiều hợp âm qua việc đánh theo những giai điệu nghe được qua các bản thu âm. Clapton tập luyện đều đặn khi sở hữu một chiếc máy phát và thu âm xách tay Grundig, nghe đi nghe lại nhiều lần cho tới khi cậu thấy đúng nhất.
Năm 1961, sau khi rời trường Hollyfield ở Surbiton, Clapton theo học Trường nghệ thuật Kingston song bỏ dở năm cuối tốt nghiệp khi thấy rằng mình quan tâm tới âm nhạc hơn là nghệ thuật. Khả năng chơi guitar của cậu tiến bộ trông thấy, và tới năm 16 tuổi, Clapton đã gây được nhiều chú ý. Trong thời gian này, cậu bắt đầu đi chơi đàn dạo ngoài đường xung quanh vùng Kingston, Richmond, thậm chí cả West End. Năm 1962, Clapton bắt đầu trình diễn cùng David Brock tại nhiều tụ điểm ở Surrey. Năm 17 tuổi, cậu tham gia vào ban nhạc chính thức đầu tiên – nhóm R&B có tên The Roosters – cùng với Tom McGuinness. Cậu chơi cùng ban nhạc tới tháng 1 năm 1963. Tháng 10 cùng năm, Clapton 7 lần trở thành nghệ sĩ khách mời cho nhóm Casey Jones & the Engineers.

## Sự nghiệp

### Những năm đầu tiên, nổi tiếng và thành công toàn cầu

#### The Yardbirds và The Bluesbreakers
Tháng 10 năm 1963, Clapton gia nhập The Yardbirds – một nhóm rock and roll kiểu blues – và hoạt động với họ cho tới tháng 3 năm 1965. Lấy âm hưởng từ phong cách Chicago blues và cách chơi từ những bậc thầy nhạc blues như Buddy Guy, Freddie King và B.B. King, Clapton sớm định hình được phong cách và nhanh chóng trở thành tay guitar được nhắc tới nhiều nhất trong cộng đồng âm nhạc ở Anh. Họ thường chơi các sản phẩm của các hãng đĩa như Chess, Checker, Vee-Jay rồi họ bắt đầu có được lượng người hâm mộ ngày một lớn, tới mức họ thế chân The Rolling Stones ngay tại quán Crawdaddy Club ở Richmond. Ban nhạc đi tour vòng quanh nước Anh cùng nghệ sĩ nhạc blues Sonny Boy Williamson II. Album LP đầu tay được thu âm ngay sau đó vào tháng 12 năm 1963 và phát hành vào năm 1965.
Tay guitar nền của The Yardbirds, Chris Dreja, nhớ lại rằng mỗi khi đàn của Clapton bị đứt dây khi đang trình diễn, lập tức anh sẽ ngồi xuống và thay dây mới. Cũng từ đó mà người hâm mộ ở Anh gọi quãng thời gian tương đối dài này là "vỗ tay chậm". Clapton nói với người viết tiểu sử chính thức của mình, Ray Coleman, rằng: "Biệt danh slowhand của tôi tới từ Giorgio Gomelsky. Anh ấy ghép nó với một cách chơi chữ. Anh ta luôn nói rằng tôi là một nghệ sĩ nhanh nhẹn, song anh ta lại cố tình ghép với việc vỗ tay chậm để chơi chữ lên từ slowhand." Năm 1964, Clapton lần đầu tiên được trình diễn tại Royal Albert Hall, London cùng The Yardbirds. Kể từ đó tới nay, anh biểu diễn hơn 200 lần tại đây và nói việc trình diễn tại khán phòng chính của nhà hát như "chơi nhạc trong căn phòng ngủ của mình" vậy.
Tháng 3 năm 1965, Clapton cùng The Yardbirds có được bản hit thực sự đầu tiên, "For Your Love", được Graham Gouldman viết – người từng sáng tác ca khúc cho Herman's Hermits và The Hollies (sau này cũng nổi tiếng khi trở thành thành viên của 10cc). Với thành công này, ban nhạc quyết định hướng về nhạc pop làm chủ đạo và điều đó không làm hài lòng Clapton – người vốn thích nhạc blues và không quan tâm lắm tới thành công thương mại. Anh rời The Yardbirds đúng ngày "For Your Love" được ra mắt tới công chúng và khiến ban nhạc không còn tay guitar lead thực thụ nào. Clapton liền giới thiệu người bạn Jimmy Page tới thay thế mình, song Page tạm thời từ chối vì tôn trọng Clapton, thay vào đó anh đề nghị Jeff Beck. Sau này khi cả Beck và Page tới chơi cho The Yardbirds, bộ 3 vĩ đại Clapton-Beck-Page không bao giờ cùng chơi trong một ban nhạc chính thức. Mãi về sau họ mới cùng xuất hiện trong tour diễn từ thiện 12 ngày Action for Research into Multiple Sclerosis vào năm 1983.
Clapton gia nhập nhóm John Mayall & the Bluesbreakers vào tháng 4 năm 1965, song bỏ đi không lâu sau đó. Mùa hè cùng năm, anh tới Hy Lạp để chơi cùng nhóm The Glands với người bạn lâu năm Ben Palmer chơi piano. Tới tháng 11, anh quay trở lại The Bluesbreakers. Trong lần tái hợp này, Clapton được công nhận rộng rãi là tay guitar nhạc blues xuất sắc nhất trong số những nghệ sĩ chơi nhạc tại các hộp đêm ở Anh. Cho dù Clapton có được tiếng tăm lớn, song album Blues Breakers – John Mayall – With Eric Clapton chỉ được phát hành sau này khi anh đã chia tay nhóm. Thay đổi liên tục chiếc Fender Telecaster và ampli Vox AC30 với chiếc Gibson Les Paul Standard 1960 và ampli Marshall, âm thanh và cách chơi của Clapton trở thành cảm hứng cho bức graffiti ghi kèm dòng chữ nổi tiếng "Clapton is God". Dòng chữ này được sơn lên bức tường của ga tàu điện ngầm Islington vào mùa thu năm 1967. Bức graffiti được một nhiếp ảnh gia vô danh chụp lại với hình một con chó đang đi tiểu lên bức tường. Clapton cảm thấy phiền lòng bởi dòng chữ này, và trong chương trình The South Bank Show vào năm 1987, anh nói: "Tôi không bao giờ dám nhận mình là tay guitar vĩ đại nhất thế giới. Tôi muốn trở thành tay guitar vĩ đại nhất thế giới, nhưng đó thực sự chỉ là một lý tưởng, và tôi chỉ chấp nhận đó là một lý tưởng." Dòng chữ này sau đó còn xuất hiện ở nhiều nơi khác trong khu Islington ở London kể từ giữa thập niên 1960.

#### Cream

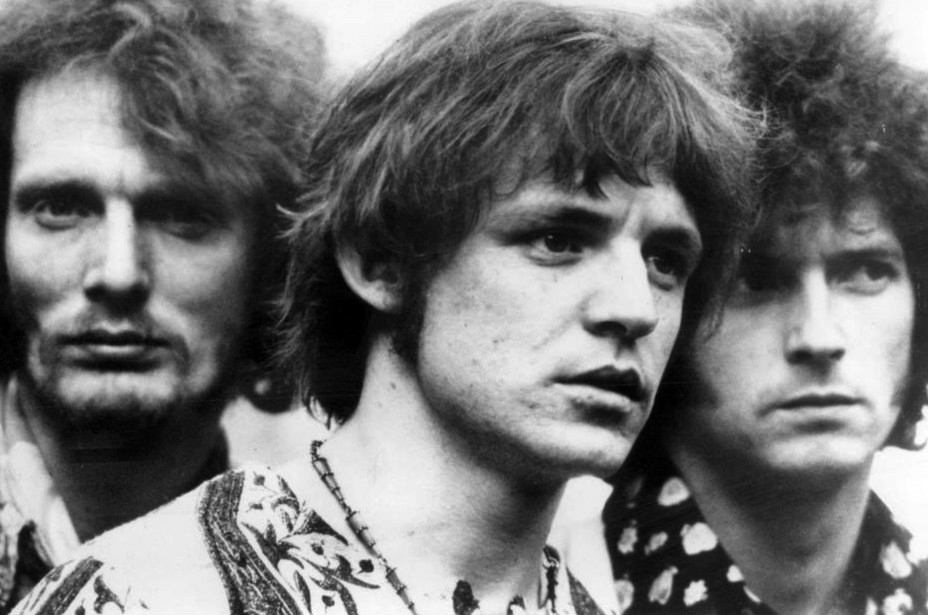
Clapton (ngoài cùng bên phải) cùng Cream vào năm 1967

Clapton rời The Bluesbreakers vào tháng 7 năm 1966 (được Peter Green thay thế) và mời tay trống Ginger Baker thành lập một ban nhạc mới có tên Cream – một trong những siêu ban nhạc đầu tiên của lịch sử – cùng tay bass Jack Bruce (cựu thành viên của The Bluesbreakers, Graham Bond Organisation và Manfred Mann). Khi còn ở The Yardbirds, Clapton không được biết tới nhiều ở Mỹ, anh rời ban nhạc trước khi đĩa đơn "For Your Love" lọt vào top 10 cũng như chưa từng đi lưu diễn ở đây. Với Cream, Clapton bắt đầu phát triển cho mình kỹ năng hát, sáng tác và chơi guitar, cho dù Bruce hầu hết phụ trách phần hát cũng như sáng tác các ca khúc cùng chuyên gia viết lời Pete Brown. Sự kiện lớn đầu tiên của Cream là buổi diễn không chính thức ở Twisted Wheel Club tại Manchester vào ngày 29 tháng 7 năm 1966, rồi sau đó là 2 đêm trình diễn tại Festival nhạc jazz và blues ở Windsor. Cream bắt đầu xây dựng nên thương hiệu của mình qua việc chơi nhiều đoạn blues ngẫu hứng ở âm lượng lớn cũng như kéo dài những đoạn chơi solo trong mỗi lần biểu diễn.
Đầu năm 1967, giới hâm mộ nhạc blues rock ở Anh cho rằng Clapton là một trong những nghệ sĩ guitar hàng đầu tại đây. Song anh thấy mình lại cạnh tranh với Jimi Hendrix – một nghệ sĩ acid rock chuyên sử dụng âm vọng ngược và pedal nhằm tạo nên những hiệu ứng âm thanh mới rất riêng biệt. Hendrix tới xem Cream trình diễn tại Trường Bách khoa London ngày 1 tháng 10 năm 1966 mà ở đó anh được nghe ấn bản dài gấp 2 lần bản gốc của ca khúc "Killing Floor". Những ngôi sao hàng đầu của Anh khác như Pete Townshend, The Rolling Stones hay The Beatles đều say sưa với những buổi biểu diễn của Hendrix tại các hộp đêm. Sự xuất hiện của Hendrix có ảnh hưởng lớn và ngay tức khắc tới sự nghiệp của Clapton, cho dù Clapton vẫn được công nhận rộng rãi là tay guitar hàng đầu ở Anh.
Clapton lần đầu được tới Mỹ vào tháng 3 năm 1967 khi biểu diễn cùng Cream tại nhà hát RKO ở thành phố New York. Họ sau đó thu âm rất nhanh chóng album Disraeli Gears tại đây chỉ trong 4 ngày từ 11 tới 15 tháng 5 năm 1967. Các ca khúc mà ban nhạc thể hiện rất đa dạng, từ hard rock ("I Feel Free") cho tới blues với nhiều đoạn chơi nhạc cụ ngẫu hứng ("Spoonful"). Disraeli Gears bao gồm nhiều đoạn miết guitar của Clapton, giọng hát khỏe khoắn cùng tiếng bass chắc chắn, uyển chuyển của Bruce và cách chơi trống mạnh mẽ song đầy tính jazz của Baker. Tài năng của Clapton đã một phần tạo nên thành công của bộ ba.

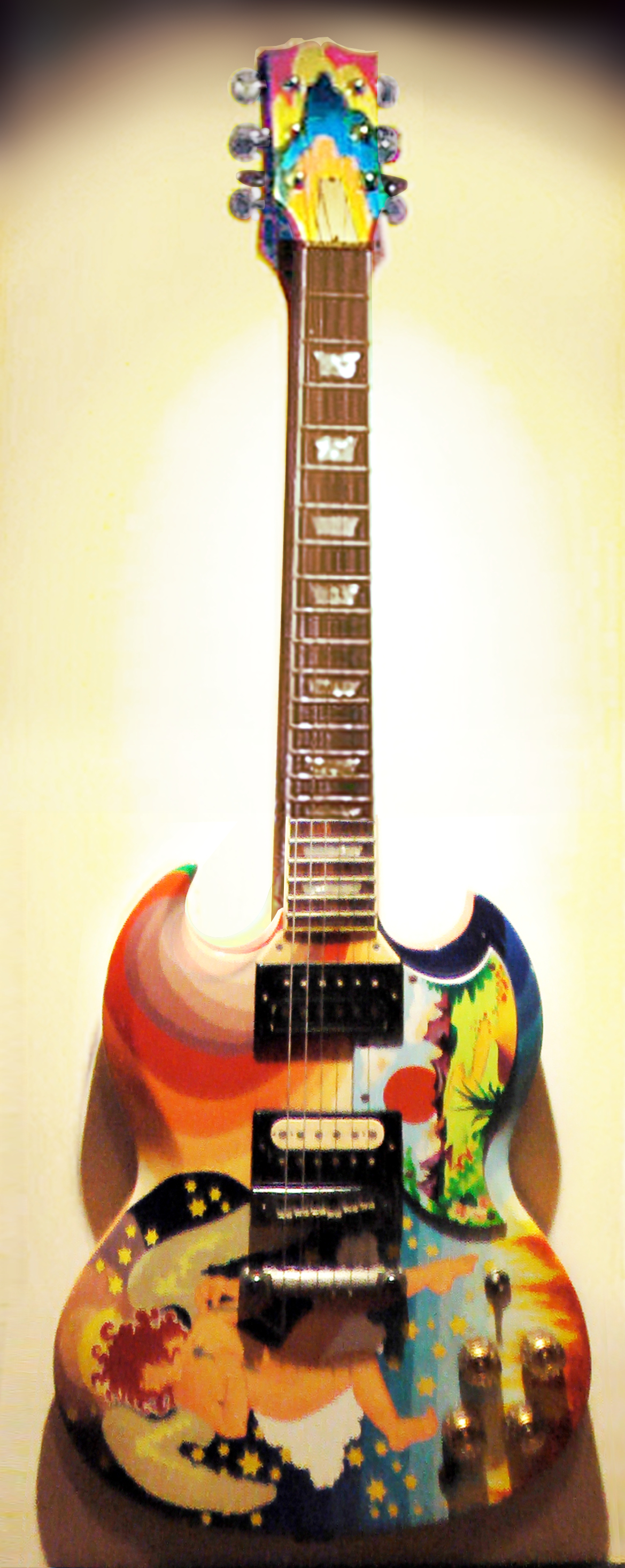
Cây guitar The Fool (bản sao chép) của Clapton với họa tiết và trang trí "phụ nữ" là một trong những hiện vật nổi tiếng nhất thời kỳ psychedelic rock thập niên 1960

Chỉ trong vòng 28 tháng, Cream đã có được thành công thương mại vô cùng lớn, bán được hàng triệu CD từ Mỹ cho tới châu Âu. Họ định nghĩa lại ảnh hưởng của nhạc cụ đối với nhạc rock, cũng như trở thành ban nhạc blues rock đầu tiên nổi tiếng toàn cầu với nhiều đoạn chơi kiểu jazz. Những ca khúc thành công nhất của họ có thể kể tới "Sunshine of Your Love" (#5, 1968), "White Room" (#6, 1968) và "Crossroads" (#28, 1969) – ấn bản trực tiếp hát lại ca khúc "Cross Road Blues" của Robert Johnson. Cho dù Cream được coi là một trong những ban nhạc xuất sắc nhất vào thời điểm đó và bản thân Clapton đã đạt tới nấc thang mới trong cách chơi guitar của mình, song ban nhạc lại không tồn tại được lâu. Rượu và các chất kích thích làm gia tăng bất đồng giữa 3 thành viên, và những tranh cãi giữa Bruce và Baker là nguyên nhân khiến ban nhạc tan rã. Bài viết chỉ trích mạnh mẽ của tạp chí Rolling Stone về buổi diễn trong tour thứ 2 tại Mỹ của Cream cũng là một lý do lớn khác dẫn tới sự sụp đổ của ban nhạc, ngoài ra cũng ảnh hưởng sâu sắc tới Clapton.
Album cuối cùng của Cream, Goodbye, được thu âm trực tiếp tại The Forum, Los Angeles, ngày 19 tháng 10 năm 1968 và được phát hành không lâu sau khi ban nhạc chính thức tan rã. Album bao gồm ca khúc "Badge" mà Clapton sáng tác cùng Harrison. Clapton trở thành bạn thân của Harrison sau khi The Beatles cùng chia tiền vé đi xem cùng Clapton (thời kỳ The Yardbirds) tại London Palladium. Tình bạn khăng khít giữa họ đã giúp Clapton chơi guitar lead trong một sáng tác nổi tiếng của Harrison "While My Guitar Gently Weeps" trong Album trắng (1968) của The Beatles.
Harrison cũng cho ra mắt album solo đầu tay, Wonderwall Music, vào năm 1968. Đây cũng là album đầu tiên trong số rất nhiều album solo sau này của Harrison có sự tham gia của Clapton. Clapton thường không được ghi tên đóng góp trong các sản phẩm của Harrison vì những ràng buộc hợp đồng, trong khi bản thân Harrison cũng chỉ được ghi dưới tên "L'Angelo Misterioso" trong phần đóng góp ca khúc "Badge" của Cream. Bộ đôi này vẫn thường xuyên làm khách mời liveshow của nhau. 1 năm sau khi Harrison qua đời vào năm 2001, Clapton còn tổ chức buổi hòa nhạc tri ân mà đích thân anh làm đạo diễn âm nhạc.
Năm 1969, khi The Beatles thu âm và quay phim Let It Be, căng thẳng giữa các thành viên đã khiến Harrison tuyên bố rời nhóm vài ngày. Ban nhạc lập tức nghĩ tới việc đề nghị Clapton thay thế, đặc biệt từ John Lennon khi anh đặt giả thiết: "Nếu Harrison không quay lại vào thứ 2 hay thứ 4, ta sẽ đề nghị Clapton tới thay thế", và môi trường của The Beatles cũng phù hợp với Clapton hơn so với Cream "sẽ cho cậu ta điều kiện tốt nhất để chơi guitar". Vài năm sau, Clapton bình luận về giai đoạn khó khăn đó: "Có thể đã là như vậy. Vấn đề đó là tôi đã xây dựng và phát triển mối quan hệ với George nhưng không phải với họ. Tôi nghĩ lúc đó họ cần tới anh ấy và tôi, rằng anh ấy có thể cảm thấy phấn chấn khi ở bên gã này [Clapton] vốn có thể trở thành khẩu súng săn cho họ. Lennon muốn mượn tới tên của tôi mọi lúc, như thể tôi là khẩu súng nhanh nhất vậy. Vậy nên, tôi nghĩ không nên tự đưa mình vào tình huống đó khi bản thân lại quá thân với George." Điều đó không có nghĩa rằng Clapton có hiềm khích với các thành viên khác của The Beatles. Thậm chí, trước đó anh còn tham gia vào sự kiện The Rolling Stones Rock and Roll Circus trong vai trò thành viên của siêu ban nhạc The Dirty Mac vào tháng 12 năm 1968.
Clapton tái hợp và trình diễn trong buổi lễ xướng danh Cream tại Đại sảnh Danh vọng Rock and Roll vào năm 1993. Buổi tái hợp chính thức diễn ra vào tháng 5 năm 2005 khi Baker, Bruce và Clapton cùng nhau biểu diễn 4 buổi tại Royal Albert Hall ở London và tại Madison Square Garden ở New York vào tháng 10. Sản phẩm theo kèm, Royal Albert Hall London May 2-3-5-6, 2005, được phát hành dưới dạng CD, LP và DVD vào tháng 9 và tháng 12 cùng năm.

#### Blind Faith, Delaney & Bonnie and Friends
Siêu ban nhạc tiếp theo của Clapton là Blind Faith (1969) bao gồm tay trống từ Cream Ginger Baker, Steve Winwood từ nhóm Traffic và Ric Grech của Family cùng nhau sản xuất 1 album LP và 1 tour diễn. Họ ra mắt trước 100.000 người hâm mộ trong buổi diễn tại Hyde Park ở London ngày 7 tháng 6 ăm 1969. Ban nhạc đi lưu diễn tại Scandinavia rồi bán hết vé cho tour diễn tại Mỹ vào tháng 7 ngay trước khi album chính thức của họ được ra mắt. Album Blind Faith bao gồm 6 ca khúc, trong đó có bản jam dài 15 phút mang tên "Do What You Like". Phần bìa album với hình một cô gái thiếu niên ngực trần đã gây nên tranh cãi tại Mỹ và buộc ban nhạc phải thay thế bằng hình ảnh của chính họ. Blind Faith giải tán chỉ trong vòng vài tháng ngắn ngủi.
Sau thời kỳ trên, Clapton tham gia trong vai trò guitar khách mời cho nhóm Delaney & Bonnie and Friends. Anh cũng tham gia 2 buổi cho siêu ban nhạc Plastic Ono Band vào mùa thu, trong đó có buổi diễn tại Toronto vào tháng 9 năm 1969, sau này được thu thành album Live Peace in Toronto 1969. Ngày 30 tháng 9 năm 1969, Clapton làm lead guitar cho đĩa đơn solo thứ hai của Lennon có tên "Cold Turkey". Ngày 15 tháng 12 cùng năm, anh cùng Lennon và Harrison trình diễn dưới tên Plastic Ono Band cho buổi gây quỹ từ thiện ủng hộ UNICEF tại London.
Delaney Bramlett là người động viên Clapton trong việc sáng tác cũng như hát. Mùa hè năm 1969, Bramlett và Clapton cùng nhau tham gia siêu dự án Music from Free Creek. Clapton phải sử dụng nghệ danh "King Cool" vì những ràng buộc hợp đồng. Anh chơi cùng Dr. John trong 3 ca khúc và cùng Bramlett trong 2 ca khúc khác.
Sử dụng ban nhạc chơi lót của Bramlett và các nghệ sĩ khách mời (bao gồm cả Leon Russell và Stephen Stills), Clapton tranh thủ thu âm album solo đầu tay Eric Clapton trong quãng thời gian nghỉ ngắn giữa 2 tour diễn. Delaney Bramlett đồng sáng tác 6 ca khúc cùng Clapton, ngoài ra còn sản xuất cho album, trong khi Bonnie Bramlett đồng sáng tác "Let It Rain". Ca khúc "After Midnight" sáng tác của J. J. Cale bất ngờ có được vị trí số 18 tại Mỹ. Clapton còn cộng tác với bộ đôi nhà Bramlett để thu âm album All Things Must Pass của Harrison vào mùa xuân năm 1970. Trong quãng thời gian bận rộn này, anh còn thu âm cùng các nghệ sĩ Dr. John, Leon Russell, Plastic Ono Band, Billy Preston, Ringo Starr và Dave Mason. Một trong những sản phẩm đáng chú ý khác của Clapton là phần chơi guitar cho ca khúc "Go Back Home" trong album solo đầu tay của Stephen Stills.

### "Layla" và sự nghiệp solo

#### Derek and the Dominos

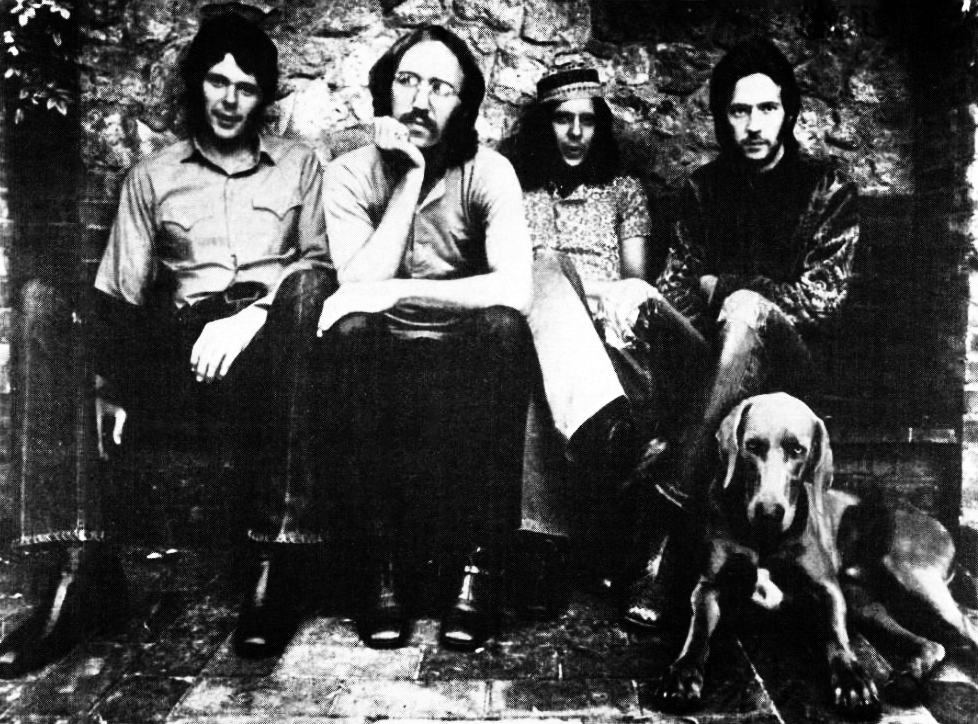
Clapton (ngoài cùng bên phải) cùng Derek and the Dominos

Với mục đích đi ngược lại xu thế khai thác những "ngôi sao" xung quanh mình, Clapton thành lập ban nhạc mới bao gồm Bobby Whitlock của Delaney & Bonnie trong vai trò keyboard và hát, Carl Radle chơi bass, tay trống Jim Gordon, còn bản thân Clapton chơi guitar. Mục đích chính của anh là không phải là tận dụng những siêu sao nhạc rock, thay vào đó chứng minh rằng ban nhạc thành công khi biết khai thác thế mạnh của từng nghệ sĩ khi chơi cùng nhau. Trong quãng thời gian này, anh bị ảnh hưởng lớn từ nhóm The Band và album Music from Big Pink của họ. Clapton nói: "Tôi đánh giá cao việc The Band tập trung nhiều hơn ngoài việc hát và sáng tác. Họ thường có 3-4 đoạn chơi hòa âm, trong khi guitar lại bị đẩy lùi ra phía sau như một yếu tố điểm xuyết. Điều đó vô cùng phù hợp với tôi khi bản thân tôi đã mệt mỏi vì phải thể hiện kỹ năng – hay gần như thế – suốt thời gian dài, và còn chán nản khi chỉ được chơi guitar solo vì tất cả mọi người đều muốn vậy. The Band đã mang mọi thứ tới một sự hài hòa mới: điều ưu tiên phải là ca khúc."
Ban nhạc ban đầu được đặt tên "Eric Clapton và những người bạn". Cái tên "Derek and the Dominos" là hoàn toàn ngẫu nhiên sau khi cái tên "Del and the Dynamos" mà ban nhạc thống nhất bị đọc nhầm. Cuốn hồi ký của Clapton viết rằng Tony Ashton từ nhóm Ashton, Gardner and Dyke đã gợi ý tên gọi "Del and the Dominos" khi "Del" là biệt danh của Clapton. Del và Eric gộp lại thành từ "Derek", và cái tên cuối cùng được lựa chọn là "Derek and the Dominos".
Tình bạn thân thiết giữa Clapton và Harrison giúp anh có được cơ hội tiếp xúc với vợ của Harrison, Pattie Boyd. Khi cô từ chối lời tỏ tình của Clapton, những xúc cảm đã giúp anh làm nên sản phẩm thành công nhất của Derek and the Dominos, đó là album Layla and Other Assorted Love Songs (1970). Mang nhiều âm hưởng nhạc blues, album bao gồm nhiều phần chơi guitar của Clapton and Duane Allman, đặc biệt phần chơi guitar của Allman chính là chìa khóa cho album. Layla and Other Assorted Love Songs chủ yếu được thực hiện ở phòng thu Criteria Studios ở Miami bởi nhà sản xuất Tom Dowd từ Atlantic Records, người từng sản xuất album Disraeli Gears cho Cream.
Album bao gồm ca khúc nổi tiếng "Layla", lấy cảm hứng từ hình tượng trong văn học Ba Tư – tác phẩm Layla và chàng điên của Nizami Ganjavi – theo bản copy mà Ian Dallas tặng cho Clapton. Cuốn sách có nhiều nét tương đồng với Clapton khi nó kể câu chuyện về một chàng trai trẻ theo đuổi một tình yêu vô vọng với một mỹ nhân và cuối cùng anh ta phát điên vì không thể cưới nàng. 2 phần của "Layla" được thu âm vào 2 đợt riêng biệt: phần chơi guitar ở nửa đầu được thu trước, còn đoạn sau được tay trống Jim Gordon chơi piano (sau này được anh nói rằng chính mình sáng tác, trong khi Bobby Whitlock nói rằng Rita Coolidge là tác giả).
Album LP Layla bao gồm các ca khúc của ban nhạc với sự tham gia của Duane Allman từ The Allman Brothers Band. Chỉ vài ngày trước buổi thu, nhà sản xuất Dowd mời Clapton và The Allman Brothers Band tới trình diễn trong một buổi hòa nhạc ở Miami. 2 nghệ sĩ lần đầu gặp gỡ, trình diễn cùng nhau và trở thành bạn thân. Allman chơi guitar trong "Tell the Truth" và "Nobody Knows You When You're Down and Out". Chỉ trong 4 ngày, ban nhạc hoàn thiện thêm "Key to the Highway", "Have You Ever Loved a Woman" (bản nhạc blues kinh điển được Freddie King và vài nghệ sĩ khác phổ biến) và "Why Does Love Got to be So Sad". Tới tháng 9, Allman rời dự án để quay trở lại với ban nhạc của riêng mình, và ban nhạc 4 người Dominos tiếp tục thu âm "I Looked Away", "Bell Bottom Blues" và "Keep on Growing". Allman sau đó quay trở lại để thu "I am Yours", "Anyday" và "It's Too Late". Ngày 9 tháng 9, họ thu âm "Little Wing" của Hendrix cùng ca khúc tiêu đề. Tới cuối ngày, ca khúc cuối cùng của LP, "It's Too Late", cũng được hoàn tất.
Thảm kịch diễn ra ảnh hưởng tới ban nhạc trong khoảng thời gian này. Clapton bị choáng váng khi báo chí đưa tin về cái chết của Jimi Hendrix, trong khi chỉ 8 ngày trước Dominos còn vừa thu âm bản hát lại ca khúc "Little Wing". Ngày 17 tháng 9 năm 1970, một ngày trước khi Hendrix qua đời, Clapton còn mua một chiếc Fender Stratocaster tay trái như một món quà để tặng Hendrix. Cùng với nỗi buồn từ Clapton, album chỉ nhận được sự thờ ơ sau khi phát hành. Ban nhạc đi tour tại Mỹ mà không có Allman khi anh đã quay trở về The Allman Brothers Band. Cho dù Clapton thừa nhận tour diễn thường xuyên gặp trục trặc vì các vấn đề liên quan tới rượu và ma túy, họ vẫn cho phát hành album thu âm trực tiếp In Concert.
Sự kiện thứ 2 đó chính là xung đột giữa những cái tôi cũng như vấn đề định hướng của Clapton, dẫn tới việc ban nhạc tan rã. Allman qua đời trong một tai nạn xe máy ngày 29 tháng 10 năm 1971. Clapton sau này viết trong hồi ký rằng anh với Allman đã không rời nhau suốt quá trình tập luyện tại Florida. Anh gọi Allman là "người anh em nghệ sĩ tôi chưa từng có song luôn mong chờ". Cho dù Radle vẫn là tay bass cho Clapton tới tận mùa hè năm 1979 (Radle sau đó qua đời vào tháng 5 năm 1980 vì ngộ độc rượu và thuốc ngủ), song phải tới tận năm 2003 Clapton và Whitlock mới tái hợp (Clapton là khách mời trong chương trình Later with Jools Holland cùng Whitlock). Một sự kiện bước ngoặt khác với The Dominos đó chính là Gordon khi anh này vốn từng bị chẩn đoán tâm thần phân liệt để rồi vài năm sau tự tay sát hại mẹ ruột của mình trong một lần điều trị. Gordon bị kết án 16 năm tù giam, rồi chuyển tới một trại tâm thần cho tới tận ngày nay.

#### Thách thức từ cuộc sống và sự nghiệp solo
Thành công vang dội của Clapton suốt thập niên 1970 tương phản hoàn toàn với đời sống cá nhân khi anh vướng vào nhiều câu chuyện tình cảm phức tạp cũng như chứng nghiện rượu. Anh ngày một mê đắm Pattie Boyd – vợ của người bạn thân George Harrison – khiến anh thu mình khỏi việc thu âm và đi tour để dọn tới ở tại Surrey, Anh, nơi mà ban nhạc chính thức tuyên bố tan rã. Tại đây, anh bắt đầu thử heroin, khiến anh biến mất khỏi đời sống âm nhạc cho tới tận Concert for Bangladesh vào tháng 8 năm 1971 (khi anh lên sân khấu, tỉnh táo và hoàn thiện phần trình diễn của mình). Tháng 1 năm 1973, Pete Townshend của The Who đứng ra tổ chức một buổi diễn chào đón sự trở lại của Clapton tại nhà hát Rainbow ở London. Chương trình có tên Rainbow Concert có mục đích chính là động viên Clapton thoát khỏi hoàn cảnh nghiện ngập. Clapton hào hứng rồi sau đó vào vai "Người thuyết giáo" trong bộ phim theo album Tommy của The Who vào năm 1975 do Ken Russell đạo diễn. Cảnh diễn của anh trong bộ phim (mà anh trình bày ca khúc "Eyesight to the Blind") cho thấy anh phải đeo bộ râu giả, sau khi trước đó anh đã phải cạo hết đi bộ râu của mình để quay phim song cảnh quay không thành công khiến đạo diễn buộc phải loại bỏ hoàn toàn.

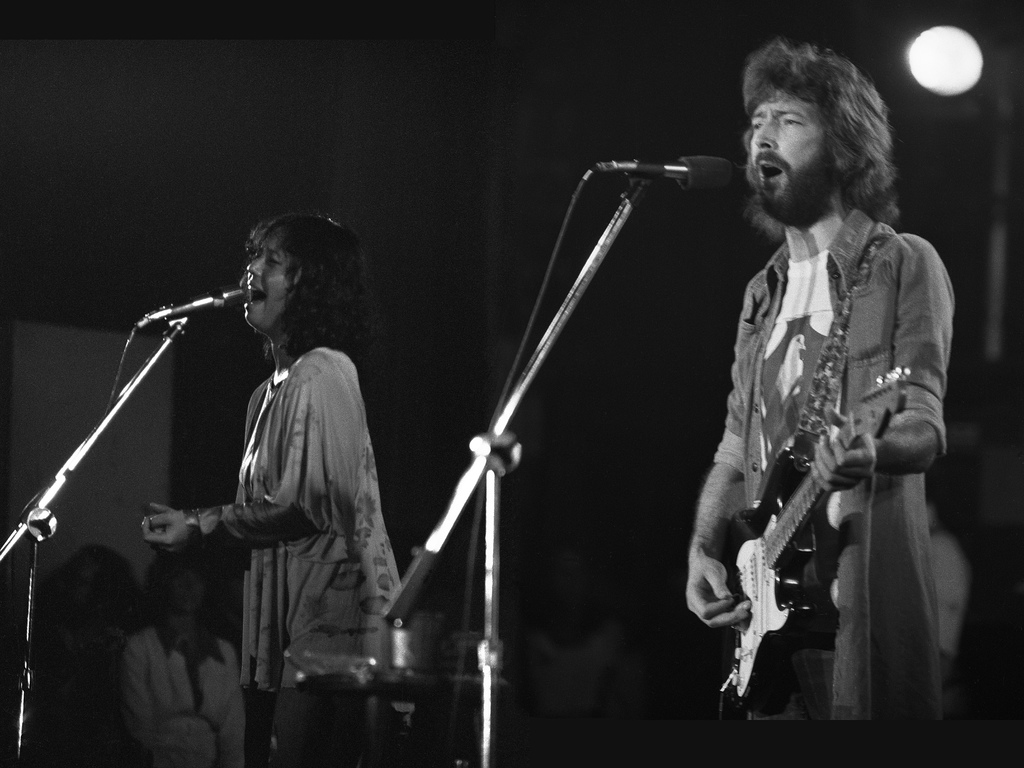
Yvonne Elliman cùng Clapton trong buổi quảng bá album 461 Ocean Boulevard năm 1974

Năm 1974, Clapton cặp với Pattie Boyd (họ chỉ chính thức kết hôn vào năm 1979) và dừng việc sử dụng heroin (tuy nhiên anh bắt đầu uống rượu ngày một nhiều hơn). Anh tham gia vào một dự án nhỏ cùng Radle, George Terry của nhóm Miami, keyboard Dick Sims (qua đời vào năm 2011), tay trống Jamie Oldaker cùng 2 ca sĩ Yvonne Elliman và Marcy Levy (còn được biết tới dưới nghệ danh Marcella Detroit). Cùng với nhóm này, anh thu âm 461 Ocean Boulevard (1974), một album chỉ chú trọng tới vài ca khúc trọng điểm với phần solo guitar. Bản hát lại ca khúc "I Shot the Sheriff" là ca khúc quán quân đầu tiên của Clapton, trực tiếp góp phần đưa nhạc reggae của Bob Marley tới với công chúng. Album năm 1975, There's One in Every Crowd, tiếp tục được thực hiện theo cách này: album vốn được đặt tên The World's Greatest Guitar Player (There's One in Every Crowd) rồi được đổi lại tên vào phút chót trước khi ấn hành khi anh cho rằng sự mâu thuẫn trong nhan đề có thể dễ gây hiểu nhầm. Họ còn thu âm một album trực tiếp cùng năm có tên E.C. Was Here. Clapton cho phát hành album cá nhân và đi tour rất đều đặn. Đỉnh cao của thời kỳ này là những album No Reason to Cry (cộng tác cùng Bob Dylan và The Band), Slowhand (bao gồm ca khúc nổi tiếng "Wonderful Tonight" và bản hát lại sáng tác của JJ Cale là "Cocaine"). Năm 1976, anh tham gia vào một trong những buổi trình diễn chia tay nổi tiếng nhất của ban nhạc The Band, được Martin Scorcese quay và biên tập thành bộ phim tài liệu The Last Waltz.

### Thành công tiếp nối

George Harrison và Clapton trình diễn tại sân vận động Wembley năm 1987

Năm 1981, Clapton cùng nhà sản xuất Martin Lewis tham gia vào chương trình The Secret Policeman's Other Ball của tổ chức Ân xá Quốc tế. Clapton nhận lời mời và trình diễn cùng Jeff Beck trong một series song tấu (được cho là lần biểu diễn đôi chính thức đầu tiên của 2 người). 3 buổi diễn được chọn để đưa vào album chương trình, và 1 ca khúc của họ được chọn cho phần nhạc phim. Buổi diễn đánh dấu sự trở lại của Clapton cho thập kỷ mới. Rất nhiều yếu tố đã góp phần giúp anh trở lại, trong đó có "mối quan tâm sâu sắc tới Thiên chúa giáo" – thứ mà trước đó anh đã bỏ qua để dành tâm trí cho heroin.
Sau hàng loạt những sự cố khác nhau, Clapton cuối cùng đã gọi cho quản lý và thừa nhận anh bị nghiện rượu. Tháng 1 năm 1982, Roger và Clapton cùng bay tới Minneapolis–Saint Paul và Clapton được tới kiểm tra tại Trung tâm điều trị Hazelden ở Center City, Minnesota. Suốt chuyến bay, Clapton đã uống thỏa thuê rất nhiều loại rượu khác nhau vì sợ rằng sau này mình không còn có cơ hội được thử chúng nữa. Về sau anh viết trong cuốn hồi ký của mình: "Vào thời kỳ tăm tối nhất của cuộc đời, lý do duy nhất khiến tôi không thể tự vẫn đó chính là vì tôi hiểu rằng tôi sẽ không còn được uống rượu một khi tôi chết. Đó chính là lý do duy nhất khiến tôi muốn sống, và cái ý định rằng mọi người muốn tách tôi ra khỏi rượu thật là khủng khiếp. Vậy nên tôi phải uống, uống và uống, và họ đã rất vất vả để đưa được tôi vào khu điều trị."
Sau khi ra viện, bác sĩ của Hazelden chỉ định không cho Clapton tham gia bất cứ hoạt động nào có thể khiến anh nhớ tới rượu hay gây stress, cho tới khi anh trở lại bình thường. Vài tháng sau đó, Clapton bắt đầu thực hiện album mới theo yêu cầu của bác sĩ. Được Tom Dowd sản xuất, anh đã hoàn thành sản phẩm mà anh cho rằng "bị ép buộc nhất", album Money and Cigarettes.

Tina Turner và Clapton tại sân vận động Wembley ngày 18 tháng 6 năm 1987

Năm 1984, anh tham gia vào album solo The Pros and Cons of Hitch Hiking của cựu thành viên nhóm Pink Floyd, Roger Waters rồi cùng Waters đi tour để quảng bá album. Kể từ đó, họ trở thành những người bạn thân. Năm 2005, họ còn cùng nhau tham gia gây quỹ ủng hộ nạn nhân sóng thần. Năm 2006, họ trình diễn tại lâu đài Highclere nhằm hỗ trợ tổ chức Countryside Alliance khi hát 2 ca khúc "Wish You Were Here" và "Comfortably Numb". Ngày 13 tháng 7 năm 1985, Clapton, khi đó đã trở thành nghệ sĩ từ thiện, còn tham gia vào buổi trình diễn Live Aid. Sau khi cai nghiện thành công, những album của anh tiếp tục được ra mắt trong thập niên 1980, bao gồm 2 album sản xuất cùng Phil Collins là Behind the Sun (1985, bao gồm 2 ca khúc nổi tiếng là "Forever Man" and "She's Waiting") và August (1986).
Album August tràn ngập những âm thanh trống và hơi thương hiệu từng thấy ở Clapton, biến album này trở thành album bán chạy nhất của Clapton tại Anh tính tới thời điểm đó với vị trí số 3 tại bảng xếp hạng. Ca khúc mở đầu "It's in the Way That You Use It" được đưa vào bộ phim The Color of Money. Ca khúc "Run" được hòa âm với "Sussudio" và phần sáng tác của Collins, trong khi "Tearing Us Apart" (cùng Tina Turner) và ca khúc "Miss You" lại mang nhiều âm thanh dữ dằn hơn. Album mở đầu cho 2 năm đi tour của anh cùng Collins cùng cây bass Nathan East và keyboard Greg Phillinganes. Tour diễn được thu thành 2 video là Eric Clapton Live from Montreux và Eric Clapton and Friends. Clapton sau này còn thu lại "After Midnight" làm ca khúc thương hiệu cho hãng bia Michelob, vốn trước đó sử dụng sáng tác của Collins và Steve Winwood. Clapton giành giải thưởng truyền hình của Anh nhờ cộng tác cùng Michael Kamen sáng tác cho loạt phim Edge of Darkness (1985) của BBC Television. Năm 1989, anh cho phát hành Journeyman, hát lại các ca khúc với nhiều thể loại đa dạng bao gồm blues, jazz, soul và pop. Danh sách nghệ sĩ cộng tác còn có George Harrison, Phil Collins, Daryl Hall, Chaka Khan, Mick Jones, David Sanborn và Robert Cray. Năm 1987, tại giải Brit Awards ở London, Clapton được trao giải thưởng Cống hiến cho âm nhạc.

### Trở lại và trở thành biểu tượng
Thập niên 1990 mở đầu với 32 buổi diễn tại Royal Albert Hall, bao gồm chuỗi concert 24 Nights vào tháng 1 và 2 năm 1990, sau đó là tháng 2 và 3 năm 1991. Ngày 27 tháng 8 năm 1990, tay guitar blues Stevie Ray Vaughan và 3 người đồng hành qua đời trong một vụ tai nạn máy bay trực thăng phục vụ tour diễn của Clapton. Sau đó, ngày 20 tháng 3 năm 1991, cậu con trai 4 tuổi của Clapton – Conor – qua đời sau khi rơi từ tầng 53 căn hộ chung cư bạn của mẹ cậu ở New York, tại địa chỉ 117 East 57th Street. Lễ tang của Conor diễn ra ngày 28 tháng 3 tại nhà thờ St Mary Magdelene nơi ngôi làng của Clapton ở Ripley, Surrey.
Nỗi đau khiến Clapton viết nên ca khúc "Tears in Heaven", đồng sáng tác cùng Will Jennings. Tại lễ trao giải Grammy lần thứ 35, Clapton được trao tới 6 giải Grammy cho đĩa đơn "Tears in Heaven" và album trực tiếp acoustic Unplugged. Album đạt vị trí quán quân tại Billboard 200, được chứng nhận Kim cương từ RIAA với hơn 10 triệu bản bán được chỉ riêng tại Mỹ. Ngày 9 tháng 9 năm 1992, anh trình bày ca khúc trên tại lễ trao giải MTV Video Music Award ở Los Angeles, rồi sau đó được trao giải cho "Video trình diễn giọng nam xuất sắc nhất".
Tháng 10 năm 1992, Clapton cùng hơn chục nghệ sĩ khác tham gia vào buổi diễn kỷ niệm 30 năm sự nghiệp của Bob Dylan. Được thu âm tại Madison Square Garden ở New York, ấn bản 2 đĩa CD/DVD thu âm trực tiếp phần trình diễn nhiều ca khúc kinh điển của Dylan, trong đó Clapton chơi lead trong bản hát lại dài tới 7 phút ca khúc "Knockin' on Heaven's Door" ở đoạn kết của chương trình.
Nếu như Clapton chỉ chơi guitar acoustic trong chương trình Unplugged của MTV thì album From the Cradle (1994) lại bao gồm nhiều ca khúc kinh điển của nhạc blues, tôn vinh kỹ năng chơi guitar điện của anh. Bản thu năm 1996 ca khúc "Change the World" của Wayne Kirkpatrick/Gordon Kennedy/Tommy Sims của Clapton (nằm trong bộ phim Phenomenon) sau đó được trao Giải Grammy cho Bài hát của năm vào năm 1997, cùng năm mà anh thu âm Retail Therapy (album nhạc điện tử mà anh hợp tác cùng Simon Climie dưới nghệ danh TDF). Ngày 15 tháng 9 năm 1997, Clapton xuất hiện trong buổi hòa nhạc Music for Montserrat tại Royal Albert Hall, trình diễn "Layla" và "Same Old Blues" trước khi kết thúc chương trình với "Hey Jude" cùng những nghệ sĩ hàng đầu của Anh như Paul McCartney, Elton John, Phil Collins, Mark Knopfler và Sting. Mùa thu cùng năm, Clapton cho thu âm album Pilgrim – sản phẩm đầu tiên của anh sau cả thập kỷ với nhiều chất liệu mới.
Năm 1996, Clapton cộng tác với nhạc sĩ - ca sĩ Sheryl Crow. Họ trở thành bạn, và anh trở thành khách mời trong buổi diễn của Crow tại Công viên Trung tâm, thành phố New York khi họ cùng nhau trình diễn bản hit trước đây của Cream là "White Room". Sau này, bộ đôi còn trình diễn ca khúc "Tulsa Time" cùng nhiều huyền thoại guitar khác trong Liên hoan âm nhạc Crossroads vào năm 2007.
Năm 1998, Clapton, khi đó đã 58 tuổi, gặp gỡ nữ quản lý 22 tuổi Melia McEnery trong một buổi tiệc sau buổi diễn ở Columbus, Ohio. Họ bí mật hẹn hò rồi công khai mối quan hệ vào năm 1999. Sau đó, họ kết hôn vào ngày 1 tháng 1 năm 2001 tại nhà thờ St Mary Magdalene nơi quê nhà của Clapton ở Ripley. Tới năm 2005, gia đình họ đã có ba người con là Julie Rose (sinh ngày 13 tháng 6 năm 2001), Ella May (sinh ngày 14 tháng 1 năm 2003) và Sophie Belle (1 tháng 2 năm 2005).
Tại lễ trao giải Grammy lần thứ 44 ngày 24 tháng 2 năm 1999, Clapton được trao giải cho Trình diễn pop giọng nam xuất sắc nhất cho ca khúc "My Father's Eyes". Tháng 10 năm 1999, album tuyển tập Clapton Chronicles: The Best of Eric Clapton được ra mắt theo kèm một ca khúc mới "Blue Eyes Blue" vốn nằm trong phần nhạc bộ phim Runaway Bride. Clapton kết thúc thiên niên kỷ với những hoạt động cộng tác cùng Carlos Santana và B. B. King.

### Album cộng tác
Sau khi cho phát hành album Reptile vào năm 2001, tới năm 2002 Clapton trình diễn "Layla" và "While My Guitar Gently Weeps" trong khuôn khổ chương trình Party at the Palace tại Cung điện Buckingham. Ngày 29 tháng 11 năm 2002, Concert for George được thực hiện tại Royal Albert Hall tưởng nhớ tới George Harrison – người bạn thân của ông qua đời đúng 1 năm trước vì căn bệnh ung thư phổi. Clapton vừa trình diễn vừa làm đạo diễn âm nhạc cho chương trình. Buổi diễn quy tụ nhiều nghệ sĩ lớn như Paul McCartney, Ringo Starr, Jeff Lynne, Tom Petty and the Heartbreakers, Ravi Shankar, Gary Brooker, Billy Preston, Joe Brown và Dhani Harrison. Năm 2004, Clapton cho phát hành 2 album hát lại các ca khúc nhạc blues của Robert Johnson là Me and Mr. Johnson và Sessions for Robert J. Tay guitar Doyle Bramhall II tham gia vào dự án (kể từ tour diễn năm 2001 của Clapton với ban nhạc Smokestack của ông) rồi sau đó theo tour suốt năm 2004 cùng Clapton. Cùng năm, tạp chí Rolling Stone xếp ông ở vị trí 53 trong danh sách "100 nghệ sĩ vĩ đại nhất".

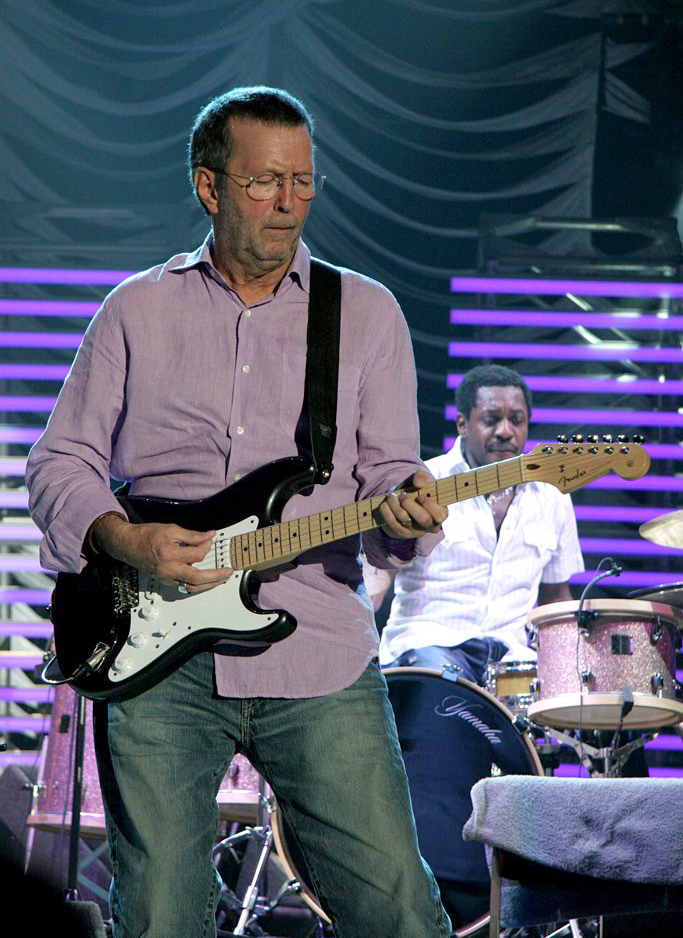
Clapton trình diễn tại sân vận động Ahoy, Amsterdam tháng 6 năm 2006

Ngày 22 tháng 1 năm 2005, Clapton trình diễn trong buổi diễn từ thiện Tsunami Relief Cardiff tại Sân vận động Thiên niên kỷ ở Cardiff nhằm ủng hộ nạn nhân của thảm họa động đất và sóng thần Ấn Độ Dương 2004. Tháng 5 năm 2005, Eric Clapton, Jack Bruce và Ginger Baker tái hợp lại Cream để biểu diễn loạt chương trình tại Royal Albert Hall ở London. Buổi diễn sau đó được phát hành dưới ấn bản CD và DVD. Ban nhạc sau đó cũng trình diễn tại Madison Square Garden ở New York. Back Home, album đầu tiên của Clapton sau gần 5 năm được Reprise Records phát hành vào ngày 30 tháng 8.
Sản phẩm ông cộng tác với JJ Cale có tên The Road to Escondido được phát hành vào ngày 7 tháng 11 năm 2006 bao gồm nhiều nghệ sĩ lớn như Derek Trucks và Billy Preston (Preston cũng là thành viên trong tour diễn năm 2006 của Clapton). CD 14 ca khúc được thu âm vào tháng 8 năm 2005 tại phòng thu ở California. Sau đó ông cũng mời Trucks tham gia tour diễn vòng quanh thế giới của mình giai đoạn 2006–2007. Bramhall khi đó cũng tham gia cùng, giúp ban nhạc có được 3 siêu sao chơi guitar, góp phần giúp Clapton chơi lại những ca khúc của Derek and the Dominos mà ông không thể trình diễn suốt nhiều thập kỷ. Trucks cũng là thành viên thứ ba của The Allman Brothers Band đi tour cùng Clapton (người thứ 2 là keyboard Chuck Leavell, từng xuất hiện trong chương trình/album MTV Unplugged và buổi diễn 24 Nights cũng như đi tour vòng quanh nước Mỹ của Clapton năm 1992).
Ngày 20 tháng 5 năm 2006, Clapton trình diễn cùng tay trống của Queen, Roger Taylor, và cựu thành viên của Pink Floyd, Roger Waters, tại lâu đài Highclere, Hampshire, với sự hỗ trợ của tổ chức Countryside Alliance. Ngày 13 tháng 8, ông trở thành khách mời trong buổi diễn của Bob Dylan ở Columbus, Ohio khi chơi 3 ca khúc của Jimmie Vaughan ở phần mở đầu chương trình. Sự hòa hợp giữa Trucks và Clapton thuyết phục ông mời nhóm The Derek Trucks Band tới tham gia trình diễn cùng ông trong khuôn khổ Liên hoan guitar Crossroads năm 2007. Trucks còn tiếp tục là nghệ sĩ cộng tác cùng Clapton sau sự kiện này.
Cuốn hồi ký chính thức và duy nhất của Clapton, được biên tập bởi Christopher Simon Sykes và phát hành vào năm 2007. Sau đó nó được bán đấu giá tại Hội chợ sách Frankfurt với giá 4 triệu $.
Có thông tin cho rằng Cộng hòa Dân chủ Nhân dân Triều Tiên gửi lời mời Clapton tới trình diễn vào ngày 22 tháng 2 năm 2008. Quản lý của Clapton nhận được lời mời và chuyển nó tới ông. Ông liền đồng ý và gợi ý rằng chương trình sẽ được tổ chức trong năm 2009. Người đại diện Kristen Foster tuyên bố với báo chí: "Clapton nhận được rất nhiều lời mời trình diễn từ nhiều quốc gia trên thế giới" và "chưa có sự thống nhất về việc ông sẽ trình diễn tại Triều Tiên".
Năm 2007, Clapton có được thông tin về người cha thất lạc của mình vốn rời nước Anh kể từ sau chiến tranh. Cho dù ông bà Clapton từng kể rất nhiều điều về cha ông, song điều duy nhất mà ông nhớ tới đó là tên của cha mình là Edward Fryer. Đó chính là nguồn gốc ra đời ca khúc năm 1998 của ông, "My Father's Eyes". Nhà báo người Montreal, Michael Woloschuk, đã tìm kiếm trong danh sách quân đội Canada và nghiên cứu từng thành viên trong những người có họ Fryer, rồi cuối cùng cũng tìm ra được câu chuyện. Anh tìm ra cha của Clapton có tên Edward Walter Fryer, sinh ngày 21 tháng 3 năm 1990 ở Montreal và mất ngày 15 tháng 5 năm 1985 tại Newmarket, Ontario. Fryer từng là một nhạc sĩ (piano và saxophone) và một người đi biển lâu năm, kết hôn nhiều lần và có nhiều người con song chưa bao giờ biết rằng mình là cha của Eric Clapton nổi tiếng. Clapton sau đó cảm ơn Woloschuk trong một lần gặp gỡ tại sân bay Macdonald Cartier ở Ottawa, Ontario, Canada.
Tháng 2 năm 2008, Clapton trình diễn cùng người bạn Steve Winwood tại Madison Square Garden và nói rằng đĩa đơn cộng tác giữa 2 người, "Dirty City", sẽ có mặt trong album Nine Lives của Winwood. 2 cựu thành viên của Blind Faith còn cùng nhau trình diễn 14 buổi xuyên nước Mỹ trong năm 2009.
Tour diễn mùa hè năm 2008 của Clapton bắt đầu từ ngày 3 tháng 5 tại Ford Amphitheatre ở Tampa, Florida, rồi sau đó đi tới các nước Canada, Ireland, Anh, Na Uy, Iceland, Đan Mạch, Ba Lan, Đức và Monaco. Ngày 28 tháng 8, ông mở màn chương trình Hard Rock Calling tại Hyde Park ở London cùng với Sheryl Crow và John Mayer. Tháng 9 cùng năm, ông trình diễn tại một buổi diễn nhỏ gây quỹ cho tổ chức Countryside Alliance ở Soho, London với sự xuất hiện của nhiều khách mời quan trọng như thị trưởng thành phố London Boris Johnson.

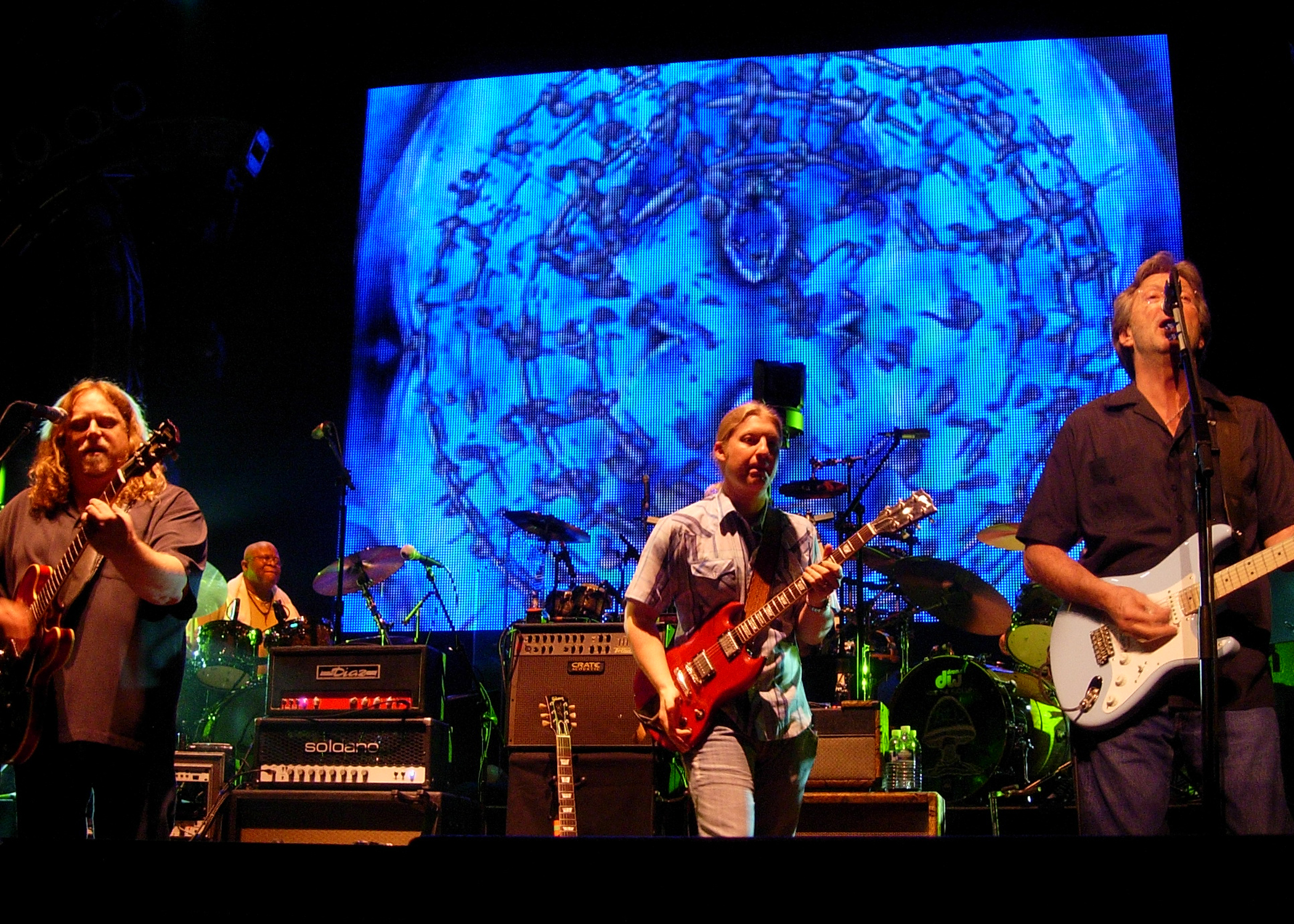
Clapton cùng The Allman Brothers Band tại nhà hát Beacon, New York năm 2009

Tháng 3 năm 2009, The Allman Brothers Band (cùng nhiều nghệ sĩ tên tuổi khác) kỷ niệm 40 năm thành lập khi trình diễn hàng loạt buổi diễn tại nhà hát Beacon. Clapton là một trong số những khách mời, và cùng tay trống Butch Trucks nhận xét rằng buổi diễn không hoàn toàn mang màu sắc của Allman Brothers khi lẫn lộn phong cách của tất cả các khách mời. Nhiều ca khúc như "In Memory of Elizabeth Reed" bị xé nhỏ bởi nhiều tiết mục khác, bao gồm ca khúc "The Weight" trình diễn bởi Levon Helm, "Red House" của Hendrix trình bày bởi Johnny Winter và "Layla". Sau đó, ngày 4 tháng 5, Clapton cũng xuất hiện trong vai trò khách mời trong buổi diễn tại Royal Albert Hall khi trình bày "Further on Up the Road" cùng Joe Bonamassa.
Clapton dự định làm khách mời trong buổi diễn kỷ niệm 25 năm thành lập Đại sảnh Danh vọng Rock and Roll tại Madison Square Garden ngày 30 tháng 10 năm 2009, song buộc phải hủy lịch khi đi điều trị sỏi mật. Van Morrison (sau đó cũng hủy lịch) nói rằng ông cùng Clapton đã chuẩn bị "đôi ca khúc", song họ sẽ thực hiện một điều gì đó khác nữa cùng nhau "ở một trình độ khác".

### Clapton,Old SockvàI Still Do
Clapton trình diễn 2 đêm 13 và 14 tháng 2 năm 2010 cùng Jeff Beck tại O2 Arena ở London. 2 cựu thành viên của The Yardbirds cùng nhau đi tour trong năm 2010 với những buổi diễn tại Madison Square Garden, rồi Air Canada Centre ở Toronto, cuối cùng là Bell Centre ở Montreal. Sau đó, Clapton tham gia vào 11 buổi diễn vòng quanh nước Mỹ từ 25 tháng 2 tới 13 tháng 3 năm 2010 cùng Roger Daltrey. Tour diễn vòng quanh châu Âu lần thứ ba của ông và Steve Winwood diễn ra ngày 18 tháng 5 và kết thúc ngày 13 tháng 6 với sự góp mặt của Tom Norris. Ông tổ chức tour diễn Bắc Mỹ nhỏ từ ngày 26 tháng 6 tới 7 tháng 7, bắt đầu với buổi diễn tại Liên hoan guitar Crossroads ngày 26 tháng 6 tại Toyota Park và Bridgeview, Illinois. Clapton cho phát hành album phòng thu Clapton ngày 27 tháng 9 tại Anh và 28 tháng 9 tại Mỹ. Ngày 17 tháng 11 năm 2010, Clapton trình diễn cho tổ chức từ thiện Hoàng gia Prince's Trust tại Royal Albert Hall bởi ban nhạc bao gồm Jools Holland, Midge Ure và Mark King.
Ngày 24 tháng 6 năm 2011, Clapton trình diễn cùng Pino Daniele tại sân vận động Cava de' Tirreni, Italy trước khi tới Nam Phi trong khoảng thời gian từ 6 tới 16 tháng 10 năm 2011. Ông dành trọn tháng 11 và 12 để đi tour cùng Steve Winwood tại Nhật Bản, biểu diễn tại 13 thành phố khác nhau tại quốc gia này. Ngày 24 tháng 2 năm 2012, Clapton, Keith Richards, Gary Clark Jr., Derek Trucks, Doyle Bramhall II, Kim Wilson và nhiều nghệ sĩ khác tham gia trình diễn tại Howlin' For Hubert Tribute tại Nhà hát Apollo ở New York nhằm tưởng nhớ tay guitar nhạc blues Hubert Sumlin mới qua đời ở tuổi 80. Ngày 29 tháng 2, ông xuất hiện trong buổi diễn của The Stones tại O2 Arena trong khuôn khổ tour diễn kỷ niệm 50 năm thành lập ban nhạc. Tại đây, ông chơi guitar cho ca khúc "Champagne and Reefer" của Muddy Waters. Ngày 12 tháng 12 năm 2012, Clapton trình diễn tại The Concert for Sandy Relief ở Madison Square Garden, phát sóng trực tiếp qua truyền hình, radio, rạp chiếu bóng và internet trên khắp 6 lục địa.
Tháng 1 năm 2013, hãng Surfdog Records tuyên bố ký hợp đồng phát hành album tiếp theo của Clapton có tên Old Sock vào ngày 12 tháng 3. Ngày 8 tháng 4, ông cùng Hard Rock International thực hiện ấn bản Eric Clapton Artist Spotlight ủng hộ tổ chức Crossroads Centre Antigua. Clapton sau đó đi tour vòng quanh Mỹ và châu Âu từ ngày 14 tháng 3 tới 19 tháng 6 năm 2013 nhân dịp kỷ niệm 50 năm sự nghiệp âm nhạc của mình.
Ngày 28 tháng 2 năm 2013, Clapton tuyên bố dừng lưu diễn vào năm 2015 vì những vấn đề về đi lại. Tới ngày 27 tháng 6 năm 2014, ông chính thức công bố kế hoạch giải nghệ khi nhấn mạnh rằng việc rong ruổi thực sự "ngoài sức chịu đựng" bên cạnh những "bệnh tình lặt vặt" chính là những lý do khiến ông muốn chia tay cây guitar vĩnh viễn.
Ngày 25 tháng 10 năm 2013, CD/DVD Unplugged của Clapton được tái bản dưới tên Unplugged: Expanded & Remastered. Album chỉnh âm toàn bộ 14 ca khúc gốc, ngoài ra bổ sung 6 ca khúc khác trong buổi diễn, bao gồm 2 ấn bản của "My Father's Eyes". Ấn bản DVD tái hiện lại toàn bộ buổi diễn, bên cạnh 60 phút chưa từng công bố về quá trình chuẩn bị và chơi nháp.
Ngày 13 và 14 tháng 11 năm 2013, Clapton mở đầu Baloise Sessions – một chương trình trình diễn trong nhà hàng năm ở Basel, Thụy Sĩ. Buổi diễn được tổ chức tại Event Halle, Messe Basel và 1 tiếng đầu tiên của chương trình được lên sóng phát thanh của đài SRF3 của Thụy Sĩ ngày 18 tháng 11 năm 2013. Ngày 20 tháng 11, Warner Bros. cho phát hành Liên hoan guitar Crossroads 2013 ở các định dạng CD/DVD/Blu-ray.
Ngày 30 tháng 4 năm 2014, Clapton giới thiệu The Breeze: An Appreciation of JJ Cale tưởng nhớ tới JJ Cale mới qua đời ngày 26 tháng 3 năm 2013. Album tri ân này được phát hành ngày 29 tháng 6, được đặt tên theo đĩa đơn "Call Me the Breeze" (1972) với 16 ca khúc được trình bày bởi Clapton, Mark Knopfler, John Mayer, Willie Nelson, Tom Petty và nhiều nghệ sĩ khác.
Ngày 21 tháng 6 năm 2014, Clapton đột ngột rời khỏi sân khấu khi đang trình diễn tại Glasgow Hydro. Cho dù sau đó ông có quay lại, song sự việc đó khiến khán giả khá tức giận khi ông không có một lời giải thích, và chương trình buộc phải kết thúc 40 phút sớm hơn dự kiến. Cả Clapton lẫn ban tổ chức đều lên tiếng xin lỗi vào ngày hôm sau, đề cập tới "vấn đề kỹ thuật" với đội ngũ âm thanh buộc Clapton phải rời sân khấu.
Clapton thực hiện 2 buổi diễn ngày 1 và 2 tháng 5 năm 2015 tại Madison Square Garden ở New York, nối tiếp là 7 ngày trình diễn tại Royal Albert Hall từ 14 và 23 tháng 5 năm 2015 để kỷ niệm ngày sinh nhật lần thứ 70 của mình. Buổi diễn cũng đánh dấu 50 năm kể từ lần đầu ông được lên sân khấu của Royal Albert Hall (ngày 7 tháng 12 năm 1964 khi ông cùng The Yardbirds trình diễn trong chương trình Top Beat Show của BBC-2 TV). Buổi diễn tại Mỹ đánh dấu 46 năm kể từ ngày ông cùng ban nhạc Cream "khai trương" Madison Square Garden ngày 2 tháng 11 năm 1968. Với 45 lần trình diễn, Madison Square Garden là nơi Clapton biểu diễn nhiều hơn bất cứ địa điểm nào khác trên nước Mỹ.
Ngày 20 tháng 5 năm 2016, Clapton cho phát hành album phòng thu thứ 23 của mình có tên I Still Do. Album nhận được nhiều đánh giá tích cực từ giới hâm mộ, cùng lúc với việc Clapton đưa ra thông tin rằng mình sẽ giải nghệ trong tương lai gần sau hơn 50 năm hoạt động âm nhạc.

## Ảnh hưởng
Clapton nói rằng Freddie King, B.B. King, Albert King, Buddy Guy và Hubert Sumlin là những người ảnh hưởng lớn tới cách chơi guitar của mình. Clapton cũng nhấn mạnh rằng Robert Johnson là ảnh hưởng nhất tới sự nghiệp guitar của ông. Năm 2014, ông cho phát hành CD và DVD có tên Sessions for Robert Johnson, hát lại các tác phẩm của Johnson của guitar điện và acoustic. Ngoài ra, Clapton còn viết cuốn Discovering Robert Johnson mà trong đó, ông cho rằng Johnson:
... là nghệ sĩ nhạc blues quan trọng nhất từ trước tới nay. Ông ấy chân thực, hoàn mỹ dưới góc nhìn của chính mình, và ngày càng sâu sắc hơn qua quãng thời gian 30 năm trở lại đây tôi nghiên cứu âm nhạc của ông ấy. Tôi chưa từng được biết tới thứ âm nhạc nào sâu lắng và giàu tâm hồn như của Robert Johnson. Âm nhạc của ông ấy khiến tôi liên tưởng tới âm thanh dữ dội nhất mà tôi nghĩ bạn có thể tìm thấy trong giọng hát con người,... nó giống như tiếng vang vọng mà tôi luôn cảm nhận thấy.

## Tôn vinh
Clapton được coi là một trong những nghệ sĩ guitar quan trọng và có tầm ảnh hưởng nhất mọi thời đại. Clapton cũng là người duy nhất được xướng danh 3 lần tại Đại sảnh Danh vọng Rock and Roll. Ông được xếp ở vị trí số 2 trong danh sách "100 tay guitar vĩ đại nhất" của tạp chí Rolling Stone và số 4 trong danh sách "50 nghệ sĩ guitar vĩ đại nhất" của hãng Gibson.
Danh sách nghệ sĩ chịu ảnh hưởng từ Clapton bao gồm Slash, Allen Collins, Richie Sambora, Stevie Ray Vaughan, Gary Moore, Duane Allman, Derek Trucks, Eddie Van Halen, Brian May, Tony Iommi, Lenny Kravitz, Ted Nugent, Orianthi, Vince Gill, Brad Paisley, Jonny Buckland, Joe Don Rooney, Alex Lifeson, Jonny Lang, John Mayer, Joe Satriani, Joe Bonamassa, Davy Knowles, Lindsay Ell, Neal Schon và Mark Knopfler.

## Guitar

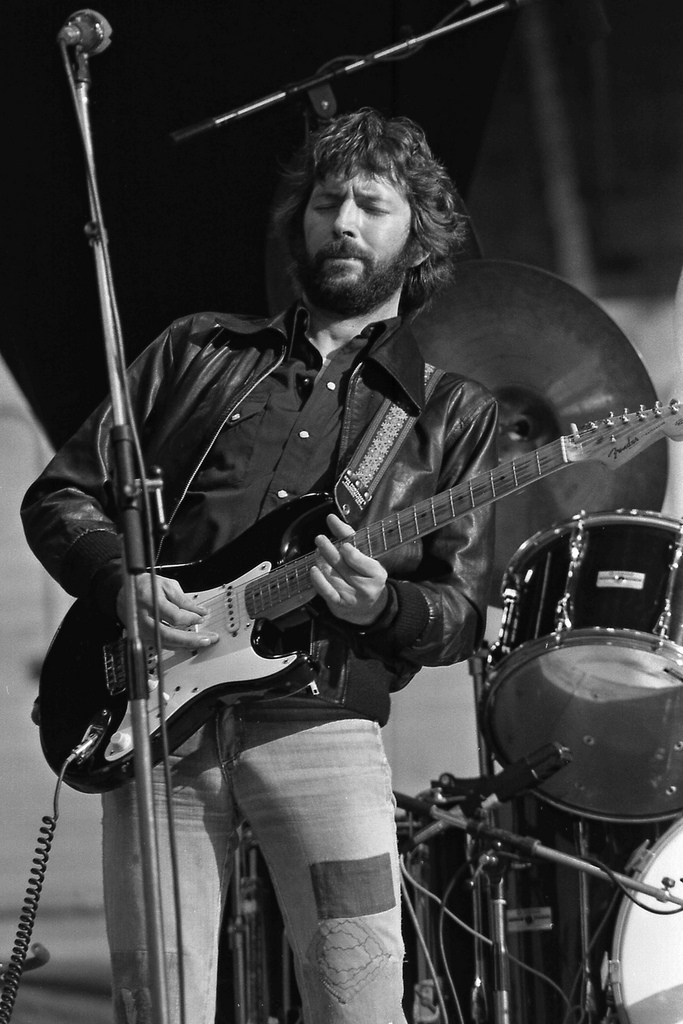
Clapton cùng cây "Blackie" trong tour diễn tại Hà Lan năm 1978

Những chiếc guitar mà Clapton lựa chọn cũng đáng chú ý như chính con người ông vậy. Cùng với Hank Marvin, The Beatles và Jimi Hendrix, Clapton tạo nên những ảnh hưởng sâu đậm và rộng khắp trong việc phổ biến nhiều loại guitar điện khác nhau. Khi còn là thành viên của The Yardbirds, Clapton sử dụng chiếc Fender Telecaster, rồi Fender Jazzmaster, chiếc guitar 2 rãnh Gretsch 6120 và chiếc 1964 Cherry-Red Gibson ES-335. Sau đó ông gần như chỉ sử dụng các loại guitar của Gibson kể từ năm 1965, đặc biệt kể từ khi ông mua chiếc Gibson Les Paul tại một cửa hàng ở London. Clapton cũng dành nhiều lời góp ý cho đặc điểm cần đàn mỏng, vốn là xu thế của thập niên 1960.
Khi mới lập ra Cream, chiếc Les Paul Standard của Clapton bị ăn cắp. Ông tiếp tục sử dụng dòng Les Paul với Cream (trong đó có một chiếc mua lại từ Andy Summers cùng loại với chiếc bị đánh cắp) tới tận năm 1967, cho tới khi ông có được chiếc guitar nổi tiếng nhất đương thời – chiếc 1964 Gibson SG – sau này được thiết kế lại thành chiếc "The Fool". Clapton vẫn chơi đồng thời cả chiếc Les Paul lẫn chiếc SG để tạo nên thứ âm thanh mà chính ông miêu tả là "âm thanh phụ nữ". Trong một buổi phỏng vấn năm 1967, ông giải thích: "Tôi đang cố chơi mềm mại hơn. Tôi đã và đang phát triển thứ mà tôi gọi "âm thanh phụ nữ". Đó là thứ âm thanh dịu dàng, thứ gì đó như đoạn solo của "I Feel Free"." Cây bút Michael Dregni miêu tả nó "dày dặn song vẫn có thể xuyên qua, chi tiết song vẫn mịn màng, hỗn loạn song vô cùng kết dính". Âm thanh này có được nhờ việc kết hợp nhuần nhuyễn giữa cách chơi của Clapton với ampli Marshall JTM45. Tạp chí Vintage Guitar cho rằng "đoạn riff và solo mở đầu trong "Sunshine of Your Love" chính là minh họa rõ nét nhất cho thứ "âm thanh phụ nữ" hoàn thiện này." Họa tiết trên cây guitar "The Fool" của Clapton được vẽ theo phong cách psychedelic bởi một nhóm nghệ sĩ cùng tên the Fool (ngay trước tour diễn vòng quanh nước Mỹ năm 1967 của Cream, chiếc SG của Clapton và chiếc Fender VI của Bruce được đồng loạt sơn lại theo cảm hứng psychedelic).
Năm 1968, Clapton mua chiếc Gibson Firebird và quay trở lại dùng chiếc 1964 Cherry-Red Gibson ES-335. Chiếc ES-335 có cả một câu chuyện đằng sau nó. Clapton dùng nó trong buổi diễn cuối cùng của Cream vào tháng 11 năm 1968 cũng như trong thời gian cùng Blind Faith, ngoài ra còn chơi riêng lẻ nhiều lần trong thập niên 1970, như ca khúc "Hard Times" trong album Journeyman, buổi diễn tại Hyde Park năm 1996, album From the Cradle và album theo kèm giai đoạn 1994-1995. Năm 1994, nó được bán đấu giá với giá 847.500 $. Gibson sau đó cho bán 250 chiếc "Crossroads 335" thiết kế tương tự. Chiếc 335 chính là một trong số 2 chiếc guitar điện duy nhất mà Clapton từng mua.
Tháng 7 năm 1968, Clapton tặng Harrison chiếc Gibson Les Paul ES-335 1957 được thiết kế lại với sơn đỏ. Tháng 9 cùng năm, Clapton tới phòng thu chơi ca khúc "While My Guitar Gently Weeps" cho ban nhạc The Beatles. Chiếc SG của ông được chuyển cho Jackie Lomax, một người bạn của Harrison, Lomax sau đó bán cây đàn với giá 500 $ vào năm 1972. Rundgren sau đó đặt tên cây đàn là "Sunny" theo ca khúc "Sunshine of Your Love": ông sở hữu nó vào năm 2001 và bán đấu giá cây đàn được 150.000 $. Trong buổi diễn năm 1969 của Blind Faith tại Hyde Park, London, Clapton sử dụng cây Fender Custom Telecaster theo thiết kế Brownie.
Cuối năm 1969, Clapton chuyển sang dùng dòng Fender Stratocaster. "Tôi có rất nhiều thần tượng với cây Stratocaster. Đó là Buddy Holly và Buddy Guy. Hank Marvin cũng rất nổi tiếng ở Anh khi chơi một cây như vậy, tuy nhiên đó không phải là thể loại nhạc của tôi. Steve Winwood cũng có nhiều ảnh hưởng khi nổi tiếng với một chiếc khác. Tôi nghĩ, nếu cậu ta chơi được, hẳn mình cũng chơi được." Chiếc đầu tiên, mà anh dùng để thu âm album Eric Clapton, chính là chiếc "Brownie", sau này trở này chiếc dự bị cho một trong những chiếc guitar nổi tiếng nhất của Clapton – "Blackie". Năm 1970, Clapton mua tới 6 chiếc Fender Stratocasters ở một cửa hàng ở Nashville, Tennessee khi đi tour cùng Dominos. Ông sau đó tặng cho George Harrison, Steve Winwood và Pete Townshend mỗi người một chiếc.
Clapton lắp ráp những phần tốt nhất của 3 chiếc Fender Stratocaster còn lại thành chiếc "Blackie", trở thành chiếc guitar ưa thích nhất của mình cho tới năm 1985. Nó được sử dụng lần đầu tại buổi diễn ngày 13 tháng 1 năm 1973 tại Rainbow Concert. Clapton gọi chiếc 1956/57 Strat là "mongrel". Ngày 24 tháng 6 năm 2004, Clapton bán đấu giá chiếc "Blackie" tại nhà đấu giá Christie's ở New York với giá 959.500 $ để gây quỹ cho Trung tâm cai nghiện và rượu có tên Crossroads. Chiếc "Brownie" hiện đang được trưng bày tại Bảo tàng EMP. Fender Custom Shop giới hạn 275 ấn bản tương tự của "Brownie", chính xác tới từng tiểu tiết từ khung của Duck Brothers và những chi tiết hoen màu theo thời gian của Relic cũng được làm thủ công. Một trong số chúng được giới thiệu cho Clapton và sau đó được ông sử dụng trong 3 tiết mục tại buổi diễn ở Royal Albert Hall ngày 17 tháng 5 năm 2006.
Năm 1981, Clapton tặng cây Fender Lead II cho quán cafe yêu thích của mình Hard Rock Cafe. Townshend sau đó cũng tặng hãng cafe này chiếc Gibson Les Paul với lời tựa "Mine's as good as his! Love, Pete".
Năm 1988, Fender tôn vinh Clapton với dòng thương hiệu Eric Clapton Stratocaster. Dòng thương hiệu này cùng với Yngwie Malmsteen Stratocaster chính là 2 dòng sản phẩm chính hãng đầu tiên của Fender.. Kể từ đó, rất nhiều dòng sản phẩm khác của các nghệ sĩ đương thời đã được sản xuất, bao gồm Rory Gallagher, Mark Knopfler, Jeff Beck hay Stevie Ray Vaughan, thậm chí của những nghệ sĩ ảnh hưởng tới Clapton như Buddy Guy. Clapton dùng dây Ernie Ball Slinky và Super Slinky, với độ dày.10 tới.46. Clapton cũng được tôn vinh với dòng guitar acoustic mã hiệu 000- của hãng C.F. Martin & Company. Dòng đầu tiên 000-42EC Eric Clapton được sản xuất hạn chế với số luợgn 461. Trong đĩa đơn "Change the World" (1996) và album Pilgrim (1998), ông sử dụng chiếc Martin 000-28 EC Eric Clapton mà sau này ông tặng cho nghệ sĩ Paul Wassif. Tháng 12 năm 2007, Martin sản xuất thêm 7 dòng EC khác. Chiếc 1939 000-42 Martin mà ông chơi trong liveshow Unplugged sau này được bán đấu giá với giá 791.500 $. Gần đây, Clapton sử dụng khá thường xuyên chiếc 000-ECHF Martin.
Năm 1999, Clapton tiếp tục cho đấu giá nhiều cây guitar của mình nhằm gây quỹ 5 triệu $ cho Trung tâm cai nghiện Crossroads ở Antigua mà ông thành lập từ năm 1997. Trung tâm này chủ yếu điều trị cai nghiện ma túy và rượu. Năm 2004, Clapton cho tổ chức Liên hoan guitar Crossroads để tiếp tục gây quỹ cho Trung tâm. Lần đấu giá thứ 2, bao gồm cả những chiếc sưu tập từ thời kỳ "Cream" cùng vài chiếc guitar được tặng từ những người bạn thân của ông, diễn ra vào ngày 24 tháng 6 năm 2004. Chiếc guitar acoustic làm bởi George Lowden được bán với giá 41.825 $. Tổng số tiền bán được từ nhà bán đấu giá Christie's lên tới 7.438.624 $.
Năm 2010, Clapton tuyên bố sẽ cho bán đấu giá hơn 150 vật dụng vào năm 2011 tại New York. Số tiền thu về tiếp tục được dành cho Trung tâm cai nghiện Crossroads ở Antigua. Những vật dụng ở trên bao gồm nhiều guitar của Clapton trong lần tái hợp Cream năm 2005, những thiết bị âm thanh từ thập niên 1970 thời kỳ Derek and the Dominos cùng một vài chiếc guitar của Jeff Beck, JJ Cale và Joe Bonamassa. Tháng 3 năm 2011, Clapton thu được 2,15 triệu $ khi bán đấu giá chiếc guitar 1984 Gibson bán cổ điển, bộ trang phục hiệu Gianni Versace mà ông mặc trong buổi diễn năm 1990 tại Royal Albert Hall và bản sao chép của chiếc Fender Stratocaster "Blackie". Toàn bộ số tiền trên đều được dành cho Trung tâm cai nghiện Crossroads ở Antigua.

## Đóng góp nghệ thuật khác
Clapton thường xuyên là nghệ sĩ khách mời cho các sản phẩm âm nhạc của nhiều nghệ sĩ khác. Ví dụ như việc ông được ghi tên trong album Brothers in Arms của Dire Straits khi ông cho Mark Knopfler mượn guitar. Ông còn chơi guitar và synthesize trong album solo đầu tay của Roger Waters, The Pros and Cons of Hitch Hiking. Ngoài ra còn có album True Love của Toots & the Maytals khi ông chơi guitar trong ca khúc "Pressure Drop". Clapton còn tham gia vào ca khúc "Deep in your Heart" trong album Back to the Centre (1985) của Paul Brady. Ta còn có thể nghe thấy giọng ông trong phần mở đầu của album We're Only in It for the Money của Frank Zappa khi lặp đi lặp lại câu hỏi "Are you hung up?" rất nhiều lần. Năm 1985, Clapton cũng xuất hiện trong buổi diễn từ thiện Live Aid ở Philadelphia cùng với Phil Collins, Tim Renwick, Chris Stainton, Jamie Oldaker, Marcy Levy, Shaun Murphy và Donald 'Duck' Dunn. Năm 1988, ông tham gia cùng Dire Straits và Elton John trong buổi lễ kỷ niệm sinh nhật lần thứ 85 của Nelson Mandela tại sân vận động Wembley, và buổi diễn của Quỹ Prince's Trust tại Royal Albert Hall. Ngày 30 tháng 6 năm 1990, bộ 3 nghệ sĩ trên là khách mời trong buổi diễn từ thiện Nordoff-Robbins tại Knebworth. Năm 1991, ông tham gia vào album Stranger in This Town của Richie Sambora trong ca khúc được sáng tác dành tặng cho chính mình có tên "Mr. Bluesman". Ngay năm sau, ông cũng hát và chơi guitar trong ca khúc "Runaway Train" song ca cùng Elton John trong album The One.
Ngày 12 tháng 9 năm 1996, Clapton trình diễn tại trung tâm Lexington Armory của hãng Armani tại New York cùng Greg Phillinganes, Nathan East và Steve Gadd. Sheryl Crow cũng có mặt để hát ca khúc "Tearing Us Apart" vốn là soundtrack bộ phim August từng được Tina Turner trình diễn tại chương trình Prince's Trust All-Star Rock trước đó cùng năm. Đây cũng là lần xuất hiện duy nhất trong năm của ông tại Mỹ, trước khi tham gia show diễn ngoài trời ở Hyde Park, London. Buổi diễn được thu lại dưới định dạng VHS video cassette, rồi sau này, ở định dạng DVD.
Clapton tham gia vào bộ phim opera rock đầu tiên – Tommy của nhóm The Who. Trong phim, Clapton vào vai người thuyết giáo khi trình bày ca khúc "Eyesight to the Blind" của Sonny Boy Williamson. Ông cũng xuất hiện trong bộ phim Blues Brothers 2000 trong vai một thành viên của nhóm Louisiana Gator Boys. Tuy nhiên, đây là một vai diễn không có nhiều lời thoại. Sau đó, Clapton tham gia quảng cáo cho dòng xe hơi Mercedes-Benz G-Wagen. Tháng 3 năm 2007, ông tham gia quảng cáo cho dịch vụ nghe nhạc trực tuyến Rhapsody của RealNetwork. Năm 2010, Clapton trở thành người đại diện của T-Mobile khi giới thiệu dòng sản phẩm điện thoại MyTouch Fender. Năm 2011, ông tham gia vào album Looking Up Feeling Down của Paul Wassif khi lần đầu tiên ông được chơi cùng huyền thoại nhạc folk Bert Jansch.
Clapton được so sánh với Chúa trong tập "Holy Crap!" trong mùa thứ 2 chương trình That '70s Show khi 2 nhân vật Eric Forman và Steven Hyde hỏi vị Bộ trưởng phác họa hình ảnh của Chúa. Ông cũng có mặt trong serie truyền hình Top Gear năm 2013 khi ông tham gia quảng cáo dòng xe Kia Cee'd ở tập 4. Clapton được mời tới kiểm tra những mối nối thiết bị âm thanh trong chiếc xe, ông liền lấy một chiếc từ những chiếc guitar của mình rồi chơi thử một vài giai điệu từ "Layla" và "Cocaine". Jeremy Clarkson giới thiệu ông là "nghệ sĩ guitar địa phương".

## Danh sách đĩa nhạc

### Album phòng thu solo
- Eric Clapton (1970)
- 461 Ocean Boulevard (1974)
- There's One in Every Crowd (1975)
- No Reason to Cry (1976)
- Slowhand (1977)
- Backless (1978)
- Another Ticket (1981)
- Money and Cigarettes (1983)
- Behind the Sun (1985)
- August (1986)
- Journeyman (1989)
- Rush (1992, nhạc phim)
- From the Cradle (1994)
- Pilgrim (1998)
- Reptile (2001)
- Me and Mr. Johnson (2004)
- Sessions for Robert J (2004)
- Back Home (2005)
- Clapton (2010)
- Old Sock (2013)[143]
- I Still Do (2016)
- Happy Xmas (2018)
- Meanwhile (2024)

### Hợp tác
- Riding with the King (với B.B. King) (2000)
- The Road to Escondido (với J. J. Cale) (2006)
- The Breeze: An Appreciation of JJ Cale (bởi Eric Clapton & Friends) (2014)

## Đời sống cá nhân

### Gia đình
Clapton kết hôn với Pattie Boyd vào năm 1979 song họ không có con. Năm 1984 trong quá trình thu âm album Behind the Sun, Clapton có quan hệ tình cảm với quản lý phòng thu Yvonne Kelly. Cho dù cả hai lúc đó đều đã kết hôn, họ vẫn cùng nhau có một người con chung vào năm 1985. Con gái họ được đặt tên là Ruth Kelly Clapton, song sự tồn tại của cô chỉ được biết đến vào năm 1991 qua báo chí.
Clapton và Boyd đều làm mọi cách để có con, thậm chí áp dụng thụ tinh trong ống nghiệm vào năm 1984 song vẫn thất bại. Họ ly hôn vào năm 1988 khi siêu mẫu người Ý Lory Del Santo sinh cho Clapton người con trai duy nhất, Conor, ngày 21 tháng 8 năm 1986. Conor qua đời vào năm 1991 khi mới 4 tuổi rưỡi khi cậu rơi từ tầng 53 của một chung cư ở Manhattan. Cái chết của Conor chính là nguồn cảm hứng cho Clapton viết nên "Tears in Heaven".
Clapton sau đó cưới Melia McEnery trong một buổi lễ tại giáo đường vào tháng 1 năm 2001. Họ có ba người con là Julie Rose (sinh tháng 6 năm 2001), Ella May (sinh năm 2003) và Sophie Belle (sinh năm 2005). Cháu ngoại ông có tên Isaac Eric Owen Bartlett, chào đời vào tháng 6 năm 2013, là con của Ruth Kelly Clapton và chồng Dean Bartlett.

### Đức tin
Là một người Kitô giáo song bản thân Clapton không cho rằng mình có đức tin vào đạo Kitô. Nói về tuổi thơ của mình, ông nhấn mạnh rằng ông "lớn lên với sự tò mò lớn lao về những giá trị tinh thần, nhưng những tìm tòi của tôi lại đưa tôi ra xa khỏi nhà thờ và cộng đồng những người sùng đạo để tới với những thứ nội tâm hơn." Có lần trong tour diễn năm 1969 của Blind Faith, 2 người theo Kitô giáo đã lẻn vào phòng thay đồ và đề nghị Clapton cầu nguyện cùng họ, ông nói đã thấy "ánh hào quang" và sự hiện diện của Chúa. Ông cho rằng "mọi người" đều là "tín đồ Kitô-giáo-tái-sinh", song bản chất của đức tin trong con người ông đã bị nhuốm màu bởi sự mê tin vốn luôn bị nghi ngờ bởi các nghiên cứu thần học. Trong cuốn tự truyện năm 2007, ông viết sau này vào năm 1987 khi đang điều trị cai nghiện rượu:
"Trong căn phòng riêng mình, tôi cầu xin ai đó giúp đỡ. Tôi không có nhận thức rằng mình đang nói với ai, tôi chỉ biết rằng tôi đã đi tới giới hạn của mình... và khi đang quỳ gối, tôi quyết định bỏ cuộc. Sau vài ngày, tôi nhận ra... nơi mà tôi cần hướng tới, nơi mà tôi luôn biết song không hề muốn tới, hay cần tới, hay tin vào nó. Từ ngày đó, tôi không bao giờ quên cầu nguyện vào mỗi sáng, quỳ gối, cầu xin sự giúp đỡ, và mỗi đêm tôi giãi bày lòng biết ơn của mình tới cuộc sống, và trên hết, tới sự chừng mực. Tôi muốn quỳ, vì tôi cảm thấy mình cần ôm lấy chính bản thân mình khi cầu nguyện, và với sự tự tôn của mình, đó là điều duy nhất tôi có thể làm. Nếu bạn hỏi tôi vì sao tôi phải làm như vậy, tôi sẽ nói... bởi vì thực sự hữu ích, đơn giản vậy thôi."

### Quan điểm chính trị
Clapton ủng hộ Countryside Alliance vốn đề cao những dự án cho vùng nông thôn ở Anh. Ông tham gia trình diễn trong các chương trình gây quỹ và từng chống lại lệnh cấm săn cáo trong Luật săn bắn 2004 đưa ra bởi Công đảng Anh. Đại diện của Clapton từng nói: "Clapton ủng hộ Countryside Alliance. Ông không tham gia săn bắt, song ông vẫn có được niềm vui từ câu cá hay đi săn. Ông ủng hộ Alliance nhằm phản đối điều cốt lõi mà ông không thể đồng tình với những vấn đề của nhà nước mà vốn phục vụ cho những mục đích tư nhân."

### Tranh cãi về quan điểm nhập cư

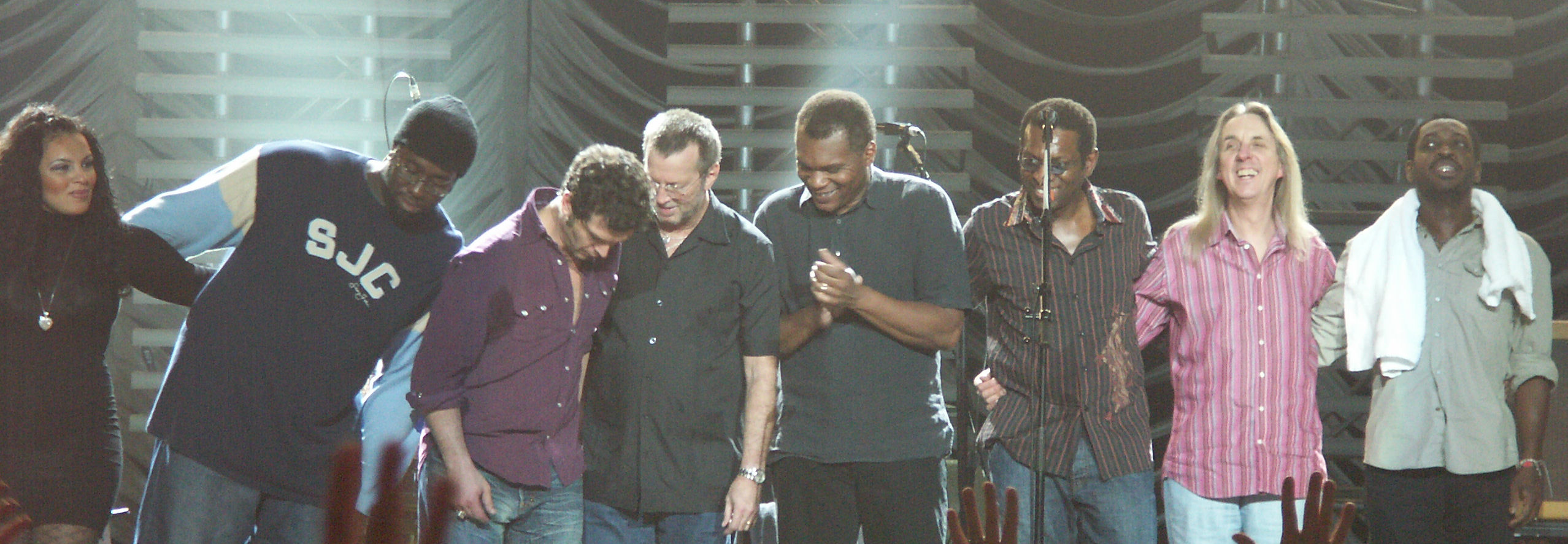
Clapton trên sân khấu cùng ban nhạc của mình năm 2007

Ngày 5 tháng 8 năm 1976, Clapton gây nên tranh cãi dữ dội khi phát biểu chống lại việc gia tăng nhập cư trong một buổi diễn tại Birmingham. Với giọng điệu thiết tha, Clapton tranh thủ sự ủng hộ của ứng cử viên Enoch Powell và tuyên bố rằng nước Anh đang đứng trước nguy cơ trở thành "thuộc địa đen". Bên cạnh đó, ông còn hô vang "Giữ nước Anh luôn màu trắng!" vốn khi đó là khẩu hiệu của Đảng cực hữu của Anh. Sự kiện này, cùng với nhiều đánh giá gây tranh cãi khác của David Bowie và những xu thế phát xít kiểu mới từ Sid Vicious và Siouxsie Sioux, là những lý do chính để thành lập nên chương trình Rock Against Racism, được tổ chức vào ngày 30 tháng 4 năm 1978.
Thậm chí để phản ứng lại, nhiếp ảnh gia Red Saunders cùng nhiều người khác đã cùng nhau đăng thư kêu gọi lên các tạp chí NME, Melody Maker, Sounds và Socialist Worker. Nội dung đại khái đề cập tới "Thôi nào Eric... Một nửa âm nhạc của cậu là của người da màu. Cậu chính là gã thực dân lớn nhất của nhạc rock." Để kết luận, họ viết "Tái bút. Ai là người bắn tay Toàn quyền? Hẳn không phải là cậu rồi!"
Trong buổi phỏng vấn vào tháng 10 năm 1976 trên tờ Sounds, Clapton nói rằng ông không phải là một người quan tâm tới chính trị, và nhận xét có phần quá đà của ông trong buổi tối đó thực chất bị hiểu sai ngữ cảnh. Tuy nhiên, tới năm 2004 trong bài phỏng vấn trên tạp chí Uncut, Clapton nói về Enoch Powell như một kẻ "can đảm đáng sỉ nhục". Ông than phiền nước Anh "...đã gọi mời mọi người vì những công việc giá rẻ để rồi đưa họ vào những khu ổ chuột." Cũng trong năm 2004, ông nói trên tờ Scotland on Sunday: "Tôi không thể là một kẻ phân biệt chủng tộc. Điều đó thật vô nghĩa.". Trong cuốn tự truyện năm 2007, Clapton tự gọi mình "hoàn toàn không để ý tới chuyện đó" và viết "Tôi chưa bao giờ hiểu, hoặc từng bị trực tiếp liên hệ tới những tranh cãi về chủng tộc... Khi tôi nghe nhạc, tôi không để ý rằng người nghệ sĩ tới đâu hoặc mang màu da gì. Thật kỳ cục rằng, 10 năm trước, người ta gọi tôi là kẻ phân biệt chủng tộc." Tháng 12 năm 2007, khi trò chuyện cùng Melvyn Bragg trong chương trình The South Bank Show, ông kể lại sự ủng hộ của mình tới Enoch Powell và từ chối cho rằng quan điểm của Powell là "phân biệt chủng tộc".

### Tài sản cá nhân

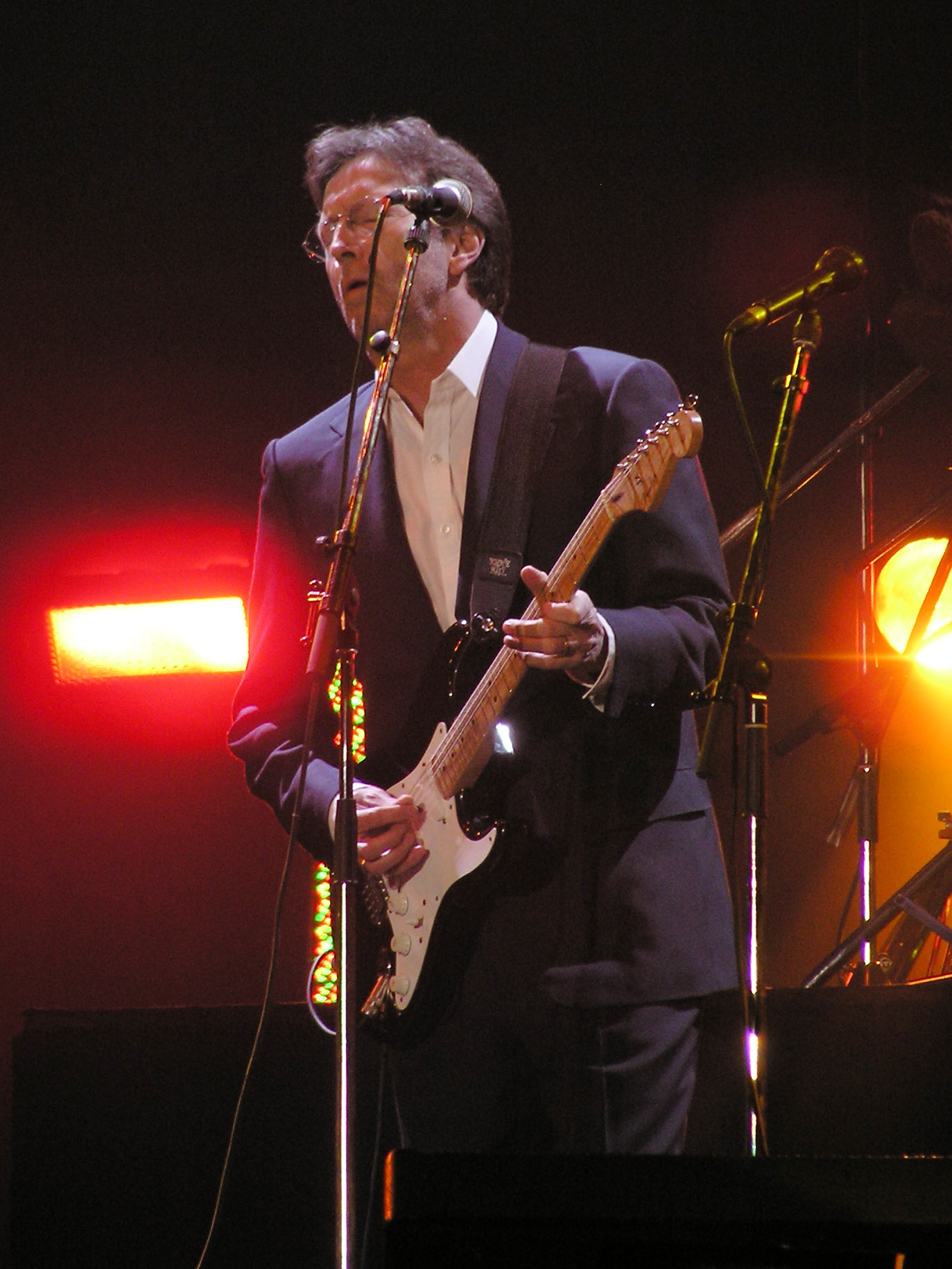
Clapton trình diễn trong chương trình Tsunami Relief Cardiff tại Cardiff năm 2005, ủng hộ nạn nhân thảm họa sóng thần Ấn Độ Dương năm 2004

Năm 2009, tạp chí Surrey Life xếp Eric Clapton ở vị trí số 17 trong danh sách những người giàu nhất sống tại hạt Surrey, với tài sản ước tính khoảng 120 triệu $. Giá trị này bao gồm nhiều tài sản khó kiểm kê, như chiếc du thuyền 9 triệu $ "Va Bene" (trước đây thuộc quyền sở hữu của Bernie Ecclestone), giá trị sáng tác âm nhạc của ông, nguồn thu từ việc đi tour, công ty Marshbrook: tất cả vốn đã giúp ông có được 110 triệu $ từ năm 1989. Năm 2003, ông mua một nửa giá trị hãng thời trang Cordings Piccadilly. Vào thời điểm đó, ông chủ của hãng thời trang trên là Noll Uloth đang làm mọi cách để thoát khỏi cảnh phá sản và quyết định "Tôi sẽ đi gặp và nói chuyện với người khách hàng trung thành nhất của mình". Ông nhớ lại đã nói với Clapton trong vòng 5 phút và được trả lời "Tôi sẽ không để chuyện đó xảy ra."

### Hoạt động từ thiện
Năm 1993, Clapton được chỉ định làm giám đốc của Clouds House, một trung tâm cai nghiện thuốc và rượu và làm việc tại đây cho tới năm 1997. Ông cũng tham gia vào thành phần ban giám đốc của trung tâm Chemical Dependency Centre từ năm 1994 tới năm 1999. Cả hai trung tâm trên sau đó được sáp nhập thành tổ chức Action on Addiction vào năm 2007.
Năm 1998, ông lập nên trung tâm Crossroads ở Antigua nhằm giúp bệnh nhân cai nghiện thuốc và rượu và vẫn là quản lý và người góp vốn cho trung tâm tới tận ngày nay. Clapton cũng đứng ra tổ chức Liên hoan Guitar Crossroads vào những năm 1999, 2004, 2007, 2010 và 2013 nhằm quyên góp tiền cho trung tâm này.
Năm 2008, ông cũng ủng hộ vài ca khúc cho CD của Aid Still Required nhằm quyên tiền ủng hộ các nạn nhân của thảm họa động đất và sóng thần Ấn Độ Dương 2004.

## Danh hiệu
| Năm  | Danh hiệu / Tước vị |
| ---- | --- |
| 1983 | Giải thưởng Chìa khóa Bạc từ Vương phi Michael xứ Kent cho những đóng góp với nền âm nhạc Anh. |
| 1985 | Giải BAFTA cho Nhạc phim hay nhất trong bộ phim Edge of Darkness cùng Michael Kamen. |
| 1993 | "Tears in Heaven" được trao 3 giải Grammy cho "Ca khúc của năm", "Bài hát của năm" và "Trình diễn Pop giọng nam xuất sắc nhất". Clapton cũng chiến thắng tại giải "Album của năm" và "Trình diễn Rock xuất sắc nhất" cho album Unplugged và "Bài hát Rock của năm" cho ca khúc "Layla". |
| 1994 | Tước vị OBE từ Hoàng gia Anh vì những cống hiến cho nền âm nhạc. |
| 2000 | Lần thứ 3 được xướng tên tại Đại sảnh Danh vọng Rock and Roll, lần này trong vai trò nghệ sĩ solo. Ông từng 2 lần được xướng tên trong vai trò thành viên của Cream và The Yardbirds.                                                                                                   |
| 2004 | Được đề cử cho tước vị CBE, nhận danh hiệu từ Anne, Vương nữ Vương thất tại Điện Buckingham và có tên trong Danh sách tôn vinh nhân dịp đầu năm mới của Hoàng gia Anh. |
| 2006 | Giải Grammy Thành tựu trọn đời cùng ban nhạc Cream. |

## Bóng đá
Năm 1982, ông có ý định tham gia trình diễn trước trận đấu của đội bóng West Bromwich Albion F.C. trong buổi tôn vinh cầu thủ John Wile tại sân vận động The Hawthorns. Có thông tin cho rằng câu lạc bộ đã từ chối lời đề nghị nhằm tiết kiệm kinh phí, và mặt khác, Clapton cũng quan tâm nhiều hơn tới đội bóng Chelsea F.C..

## Điện ảnh và truyền hình
Âm nhạc của Clapton sớm xuất hiện trong vô số bộ phim điện ảnh và truyền hình, đầu tiên có lẽ là ca khúc "I Looked Away" trong bộ phim Mean Streets (1973). Ngoài ra có thể kể tới serie phim Miami Vice ("Wonderful Tonight", "Knock on Wood", "She's Waiting" và "Layla"), Back to the Future ("Heaven Is One Step Away"), The Color of Money ("It's In The Way That You Use It"), Lethal Weapon 2 ("Knockin' On Heaven's Door"), Goodfellas ("Layla" và "Sunshine of Your Love"), tập phim "The One with the Proposal, Part 2" trong serie Những người bạn ("Wonderful Tonight") và Men in Black III ("Strange Brew"). Ngoài ra, 2 hãng xe hơi là Opel và Vauxhall Motors cũng sử dụng đoạn riff của "Layla" làm nhạc nền quảng cáo suốt giai đoạn 1987-1995. Mặt khác, Clapton còn tham gia viết nhạc và sáng tác giai điệu cho nhiều bộ phim. Những bộ phim đó có thể kể tới Lethal Weapon (đồng sáng tác với Michael Kamen), Communion, Rush, Phenomenon ("Change the World"), và Lethal Weapon 3 (đồng sáng tác và trình diễn "It's Probably Me" cùng Sting và "Runaway Train" cùng Elton John).